# Retournac
Retournac est une commune française située dans le département de la Haute-Loire en région Auvergne-Rhône-Alpes.
Située en bord de Loire, la commune détient d’importants atouts touristiques, liés d’une part à sa position au cœur des gorges de la Loire et du pays des Sucs, sur le chemin de Saint-Jacques-de-Compostelle, et d’autre part à la présence sur son territoire de monuments de l’architecture religieuse (église romane du XIIe siècle, et deux églises du XIXe siècle) et civile (vestiges d’une forteresse médiévale et de maisons fortes, anciennes usines de soierie et de dentelles).
Les pouvoirs publics locaux s'emploient à redynamiser le territoire de la commune, notamment sur les terrains économiques (création d'une troisième zone artisanale et d'une plate-forme de 700 m2 de bureaux locatifs à 80 mètres de la gare SNCF), foncier (nombreux terrains constructibles, dispositifs en faveur de l'amélioration de l'habitat) et touristique (deux campings en bords de Loire dont un en appel à projets).

## Géographie

### Localisation

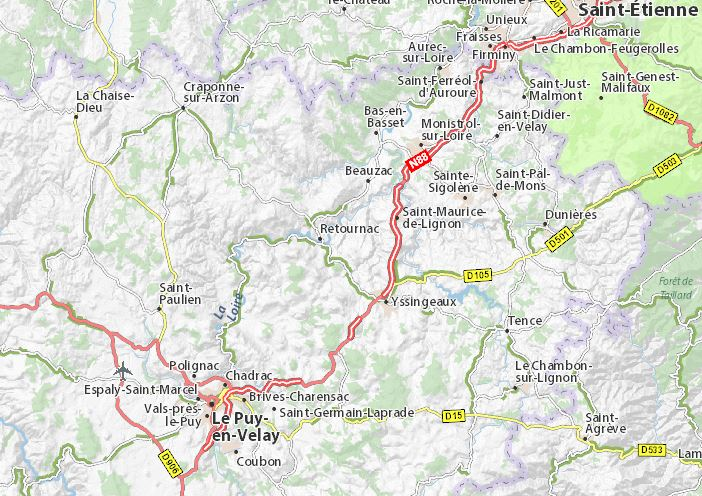
Carte du pays de Retournac

Située dans le Massif central, au cœur de l'ancienne province du Velay et aux portes de l'Auvergne, Retournac est à une trentaine de kilomètres au nord-est du Puy-en-Velay en empruntant les gorges de la Loire, et à une cinquantaine de kilomètres au sud-ouest de Saint-Étienne.
Sur le chemin de Saint-Jacques-de-Compostelle, son pays est le point de rencontre de plusieurs massifs montagneux : les plateaux et chaînes volcaniques des monts du Velay à l'ouest et au sud (dont le Meygal et le massif du Mézenc), les monts du Livradois au nord-ouest, les monts du Forez au nord, et les monts du Vivarais au sud-est.
Par la route, la commune est plus précisément située à 31 km du Puy-en-Velay, 53 km de Saint-Étienne, 111 km de Lyon, 134 km de Clermont-Ferrand, 176 km de Grenoble, 257 km de Genève, 280 km de Montpellier, 324 km de Marseille, 364 km de Toulouse, 493 km de Bordeaux, 529 km de Paris, 537 km de Milan, 595 km de Barcelone, 600 km de Strasbourg, 662 km de Nantes, 797 km de Venise, 802 km de Francfort, 823 km de Bruxelles, 841 km de Munich et 948 km de Brest.

### Communes limitrophes
Retournac est limitrophe de huit autres communes.
| Solignac-sous-Roche   | Tiranges                      | Beauzac       |
| Roche-en-Régnier      | Retournac                     | Beauzac Beaux |
| Chamalières-sur-Loire | Mézères Saint-Julien-du-Pinet | Beaux         |

### Géologie et relief
Commune de moyenne montagne, Retournac s'étend de part et d'autre de la Loire sur une superficie de 4 576 hectares (superficie quasi équivalente à celle de la ville de Lyon). Son altitude varie de 479 mètres au bord de la Loire à 1 064 mètres au sommet du mont Gerbizon, le bourg-centre étant situé à environ 540 mètres.
Sur son territoire s'élèvent de nombreux sucs, petits sommets volcaniques caractéristiques de la région du Velay : au sud, le suc de Cornavy (942 m, dont les flancs sont partagés avec Beaux et Saint-Julien-du-Pinet), le suc de Chabanolles (759 m) et le mont Gerbizon (1 064 m, dont les flancs sont partagés avec Chamalières et Mézères), surplombés par le suc d'Oursier (1 089 m) et le suc d'Émeral (1 078 m) sur le territoire de Mézères. Au nord-ouest, sous le mont Miaune de Roche-en Régnier (1 066 m), dominent le suc de Chaumont (938 m) et le suc de Périllade (719 m), ainsi que le suc d'Artias suspendu sur la Loire à 705 m. Au nord-est domine le mont de la Madeleine (971 m), véritable plateau volcanique qui ressemble à un pont de porte-avions avec 1 km de long et 100 m de large.
Des belvédères avec tables d’orientation permettent d’apprécier le paysage depuis Gerbizon, Artias et la Madeleine, offrant des vues magnifiques sur la vallée de la Loire et les reliefs majestueux qui l'entourent.

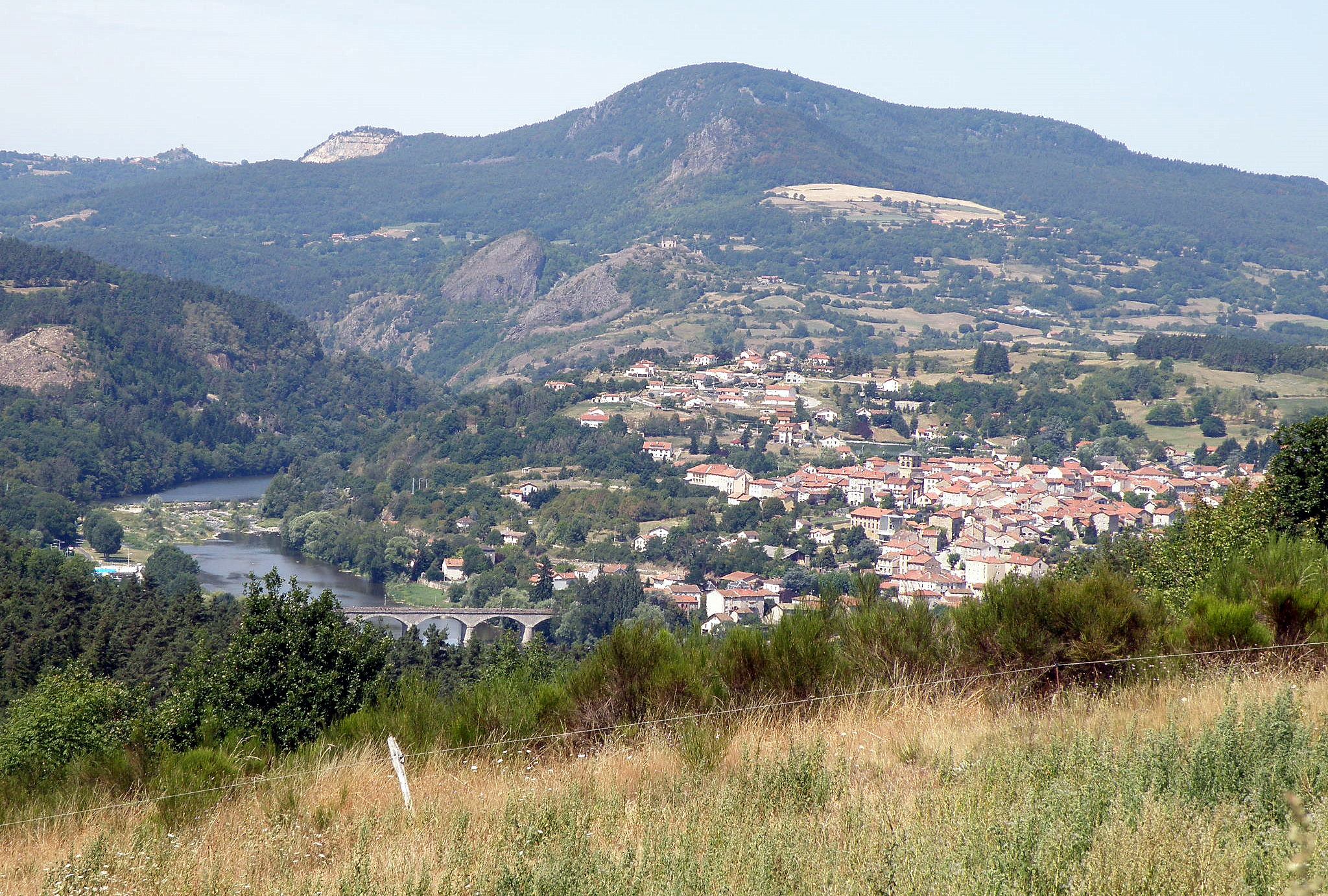
Vue de Retournac et du mont Miaune depuis la route de la Bourange.
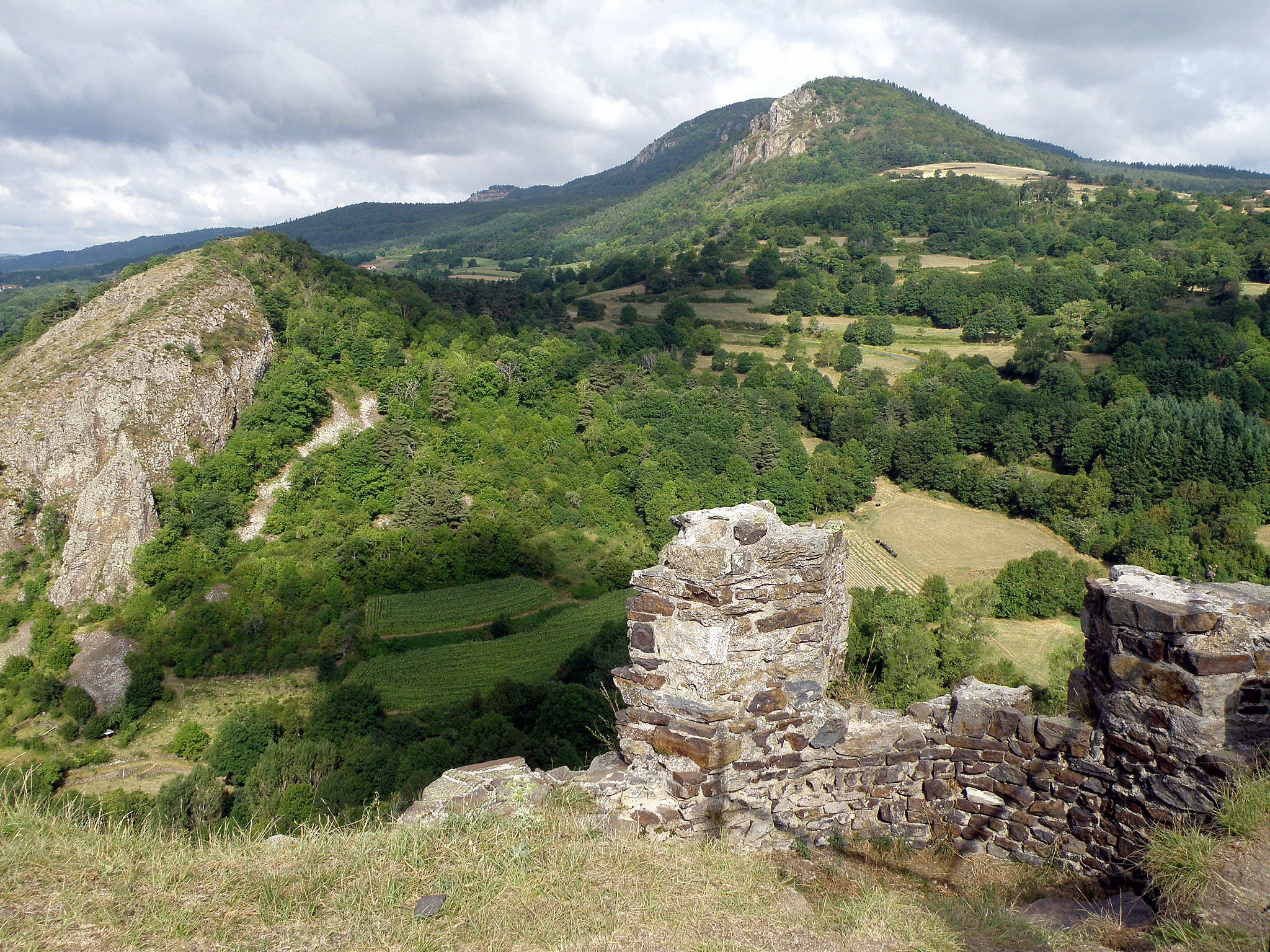
Vue du suc de Périllade et du suc de Chaumont depuis le suc d'Artias.
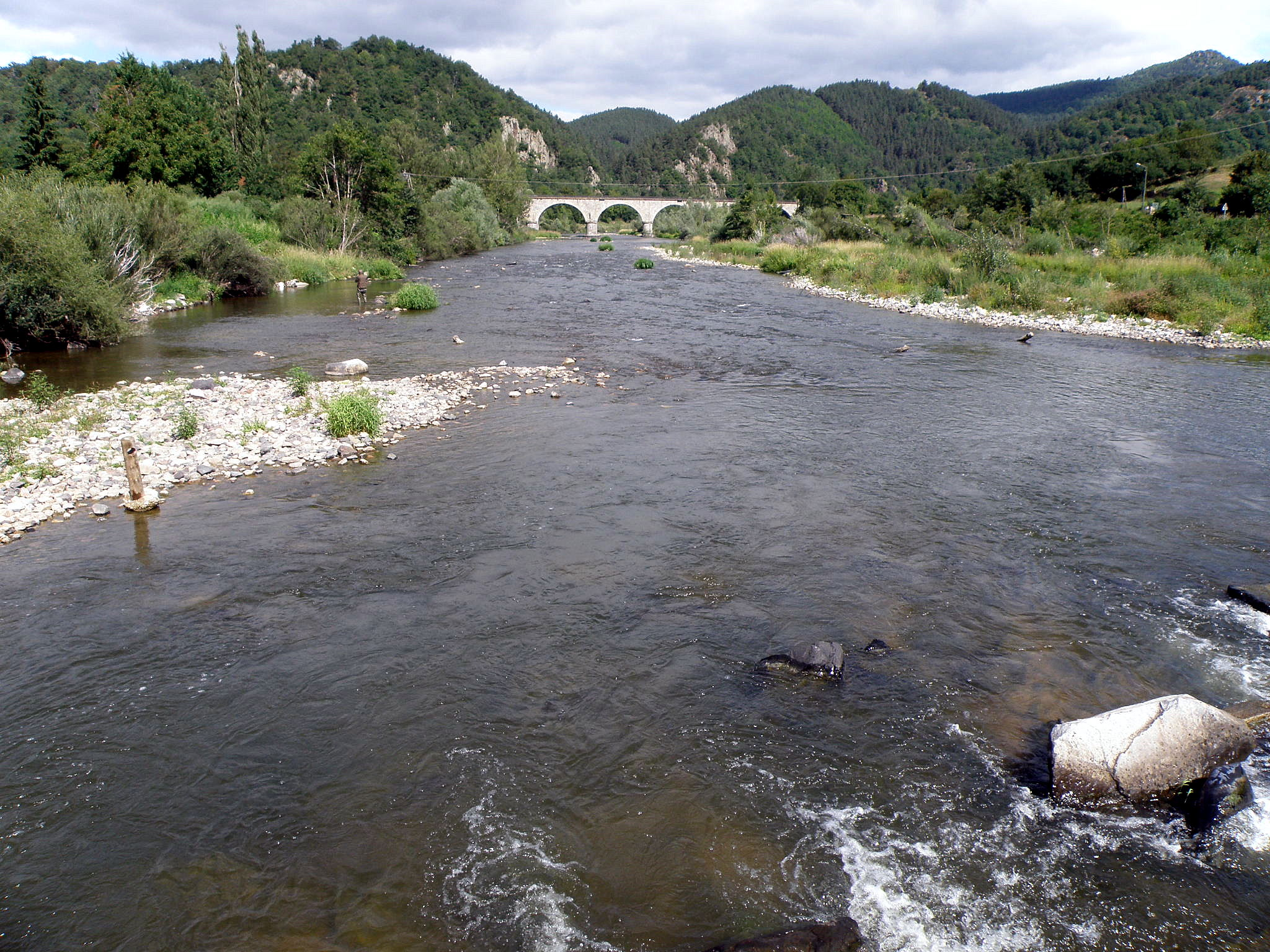
Vue au nord du pont du Chambonnet sur le pont du Trignadour et les côtes de Saint-Ignac.
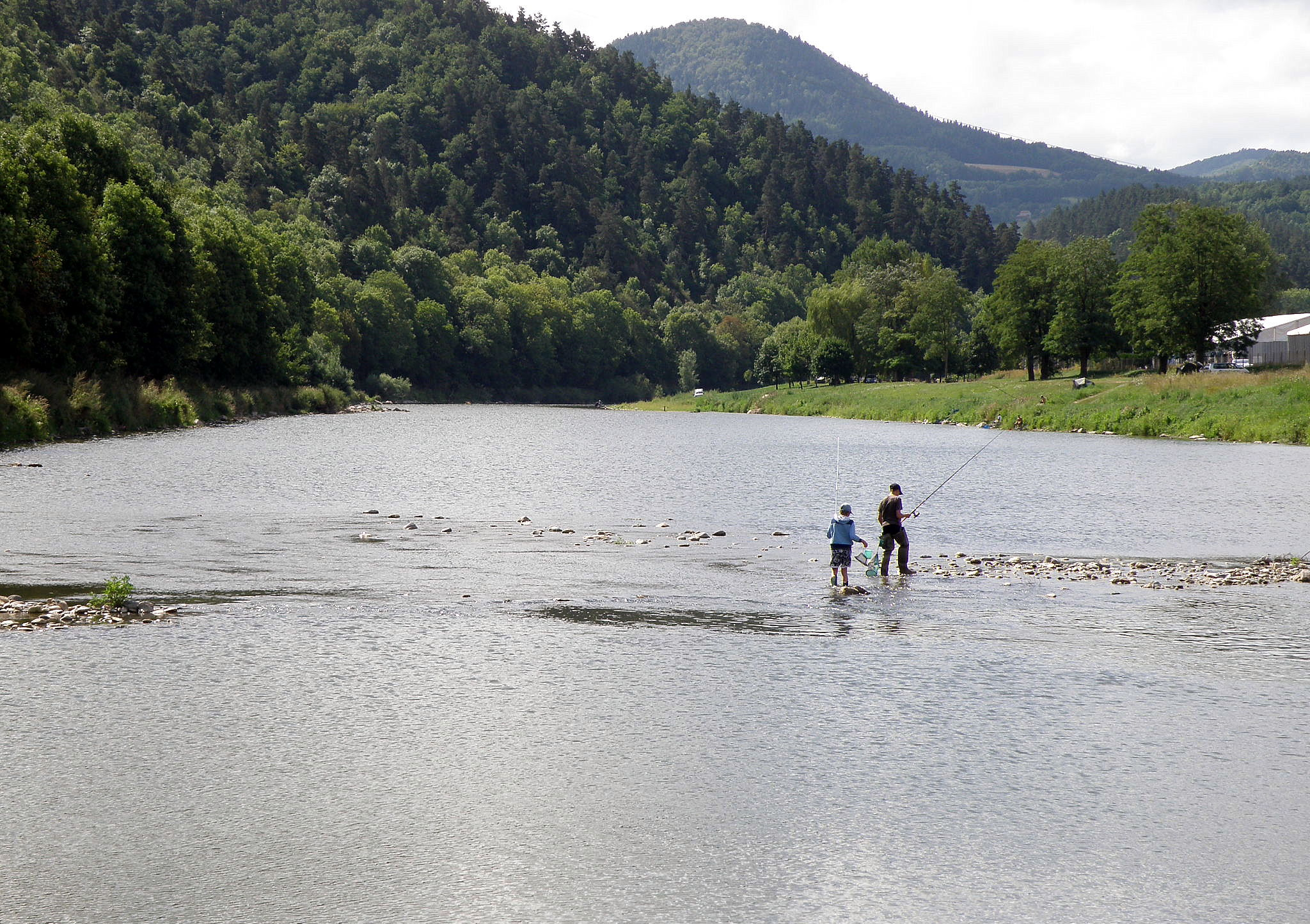
Vue au sud du pont du Chambonnet sur le suc de Cornavy.
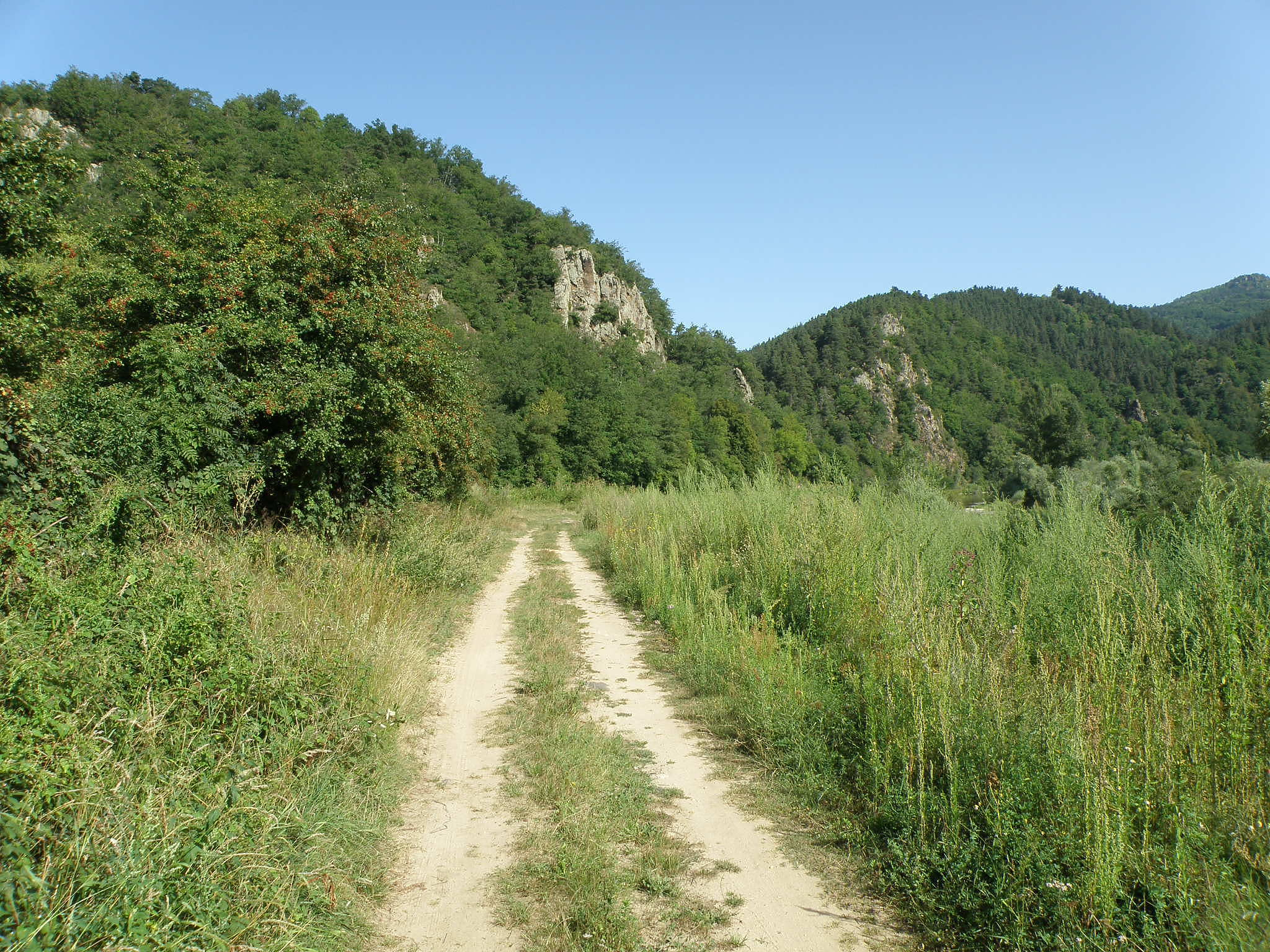
Chemin longeant la Loire au Chambonnet.

### Hydrographie

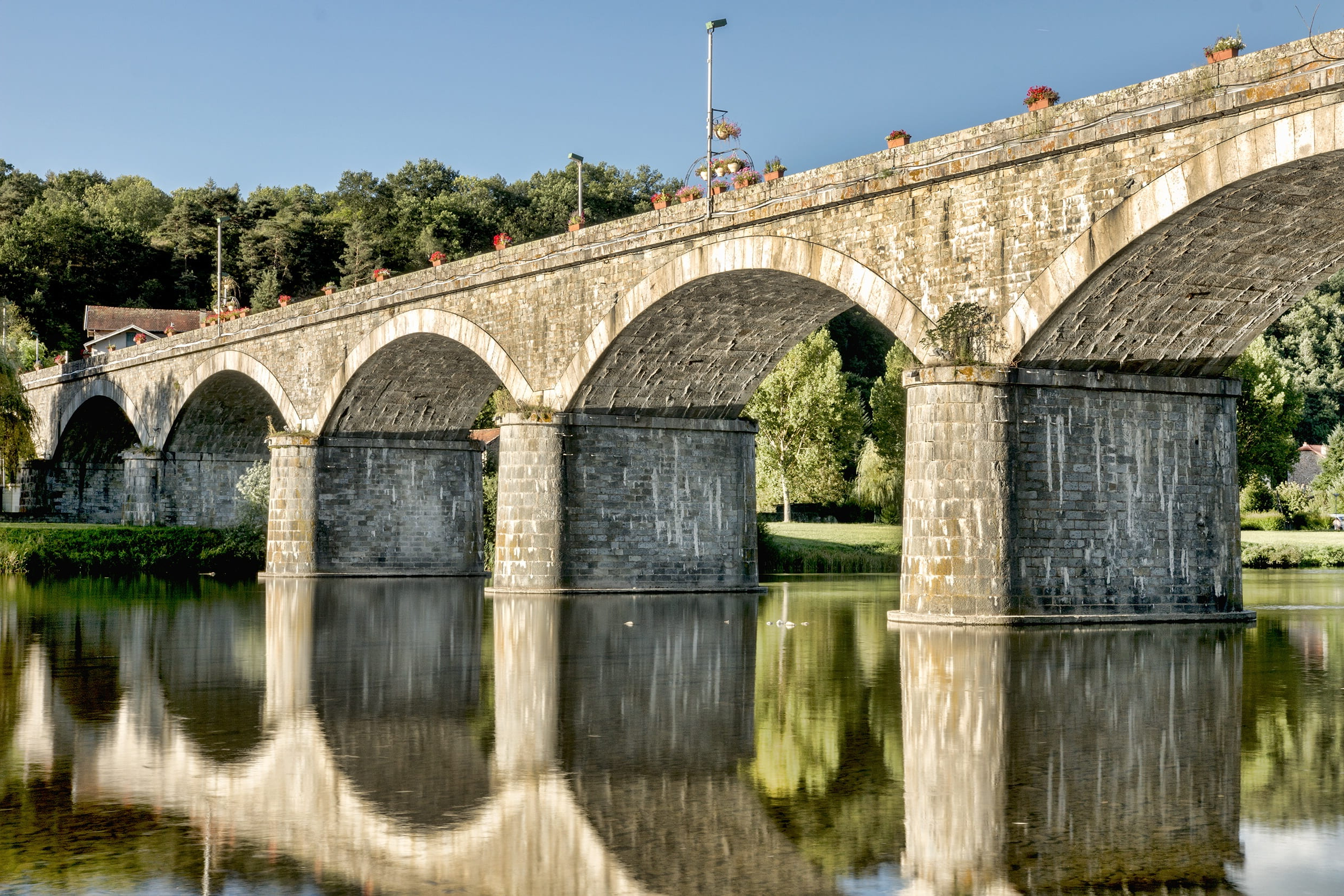
La Loire sous le pont des Droits-de-l’Homme de Retournac.

La commune est traversée par la Loire, et la rivière de l’Ance, affluent direct qui constitue la frontière naturelle du nord de la commune.
Les dernières crues relativement importantes de la Loire datent entre autres des 17 octobre 1846 (crue qui emporta le premier pont suspendu de 1838), 24 septembre 1866, 16 octobre 1907, 21 septembre 1980, ou plus récemment en 2003 et 2008.
Lors de pluies dites d'épisodes cévenoles, le fleuve peut sortir de son lit à une hauteur de plusieurs mètres au-dessus de son cours habituel.

### Climat
Pour des articles plus généraux, voir Climat d'Auvergne-Rhône-Alpes et Climat de la Haute-Loire.
En 2010, le climat de la commune est de type climat des marges montargnardes, selon une étude du Centre national de la recherche scientifique s'appuyant sur une série de données couvrant la période 1971-2000. En 2020, Météo-France publie une typologie des climats de la France métropolitaine dans laquelle la commune est exposée à un climat de montagne ou de marges de montagne et est dans la région climatique Sud-est du Massif Central, caractérisée par une pluviométrie annuelle de 1 000 à 1 500 mm, minimale en été, maximale en automne.
Pour la période 1971-2000, la température annuelle moyenne est de 9,9 °C, avec une amplitude thermique annuelle de 16,5 °C. Le cumul annuel moyen de précipitations est de 725 mm, avec 8,2 jours de précipitations en janvier et 6,3 jours en juillet. Pour la période 1991-2020, la température moyenne annuelle observée sur la station météorologique de Météo-France la plus proche, « Yssingeaux », sur la commune d'Yssingeaux à 10 km à vol d'oiseau, est de 9,2 °C et le cumul annuel moyen de précipitations est de 948,9 mm,. Pour l'avenir, les paramètres climatiques de la commune estimés pour 2050 selon différents scénarios d'émission de gaz à effet de serre sont consultables sur un site dédié publié par Météo-France en novembre 2022.

## Urbanisme

### Typologie
Au 1er janvier 2024, Retournac est catégorisée bourg rural, selon la nouvelle grille communale de densité à sept niveaux définie par l'Insee en 2022.
Elle est située hors unité urbaine et hors attraction des villes,.

### Occupation des sols
L'occupation des sols de la commune, telle qu'elle ressort de la base de données européenne d’occupation biophysique des sols Corine Land Cover (CLC), est marquée par l'importance des forêts et milieux semi-naturels (50,1 % en 2018), une proportion sensiblement équivalente à celle de 1990 (50,5 %). La répartition détaillée en 2018 est la suivante : 
forêts (49,1 %), zones agricoles hétérogènes (24,7 %), prairies (21,9 %), zones urbanisées (3,3 %), milieux à végétation arbustive et/ou herbacée (1 %). L'évolution de l’occupation des sols de la commune et de ses infrastructures peut être observée sur les différentes représentations cartographiques du territoire : la carte de Cassini (XVIIIe siècle), la carte d'état-major (1820-1866) et les cartes ou photos aériennes de l'IGN pour la période actuelle (1950 à aujourd'hui).

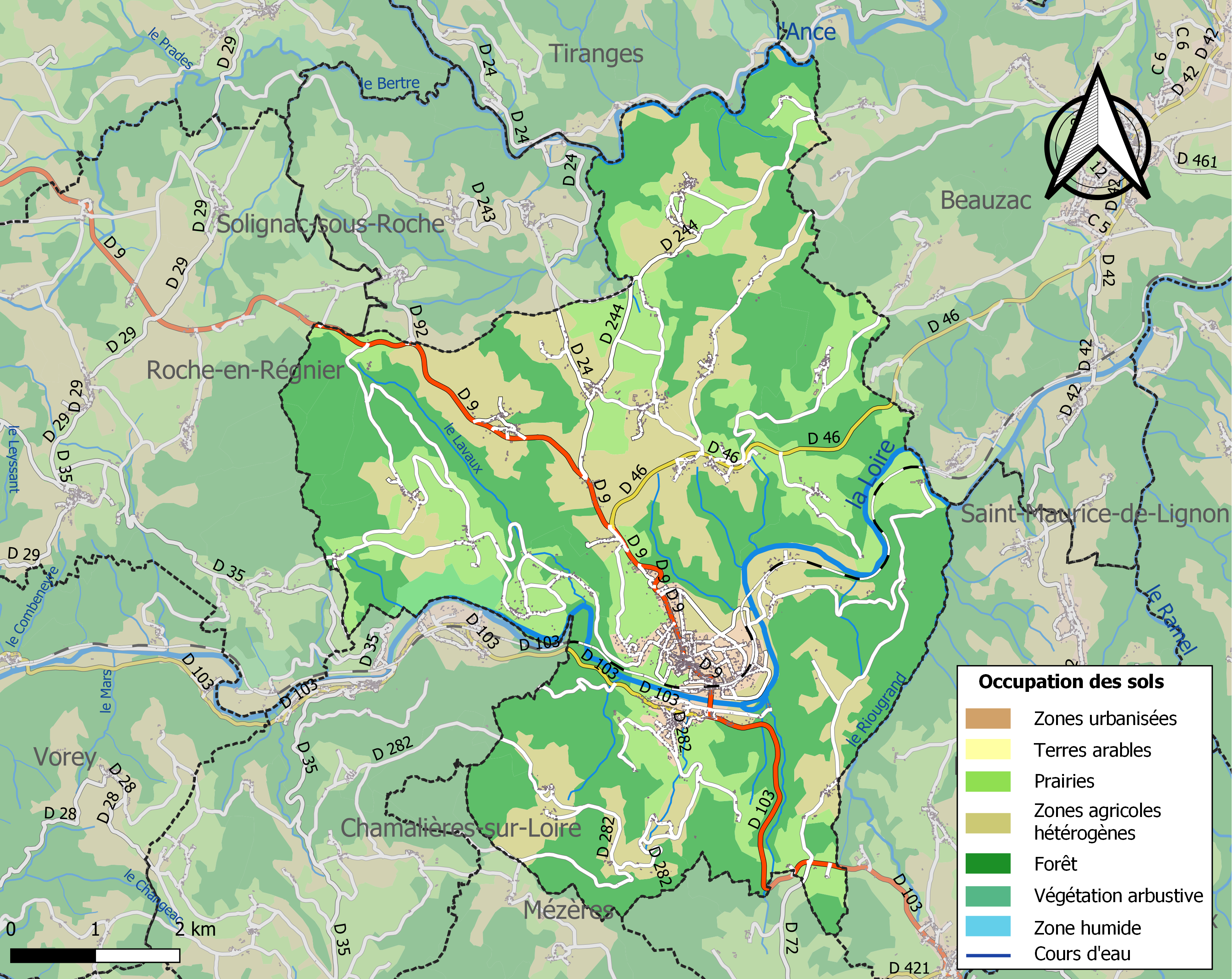
Carte des infrastructures et de l'occupation des sols de la commune en 2018 (CLC).

### Morphologie urbaine

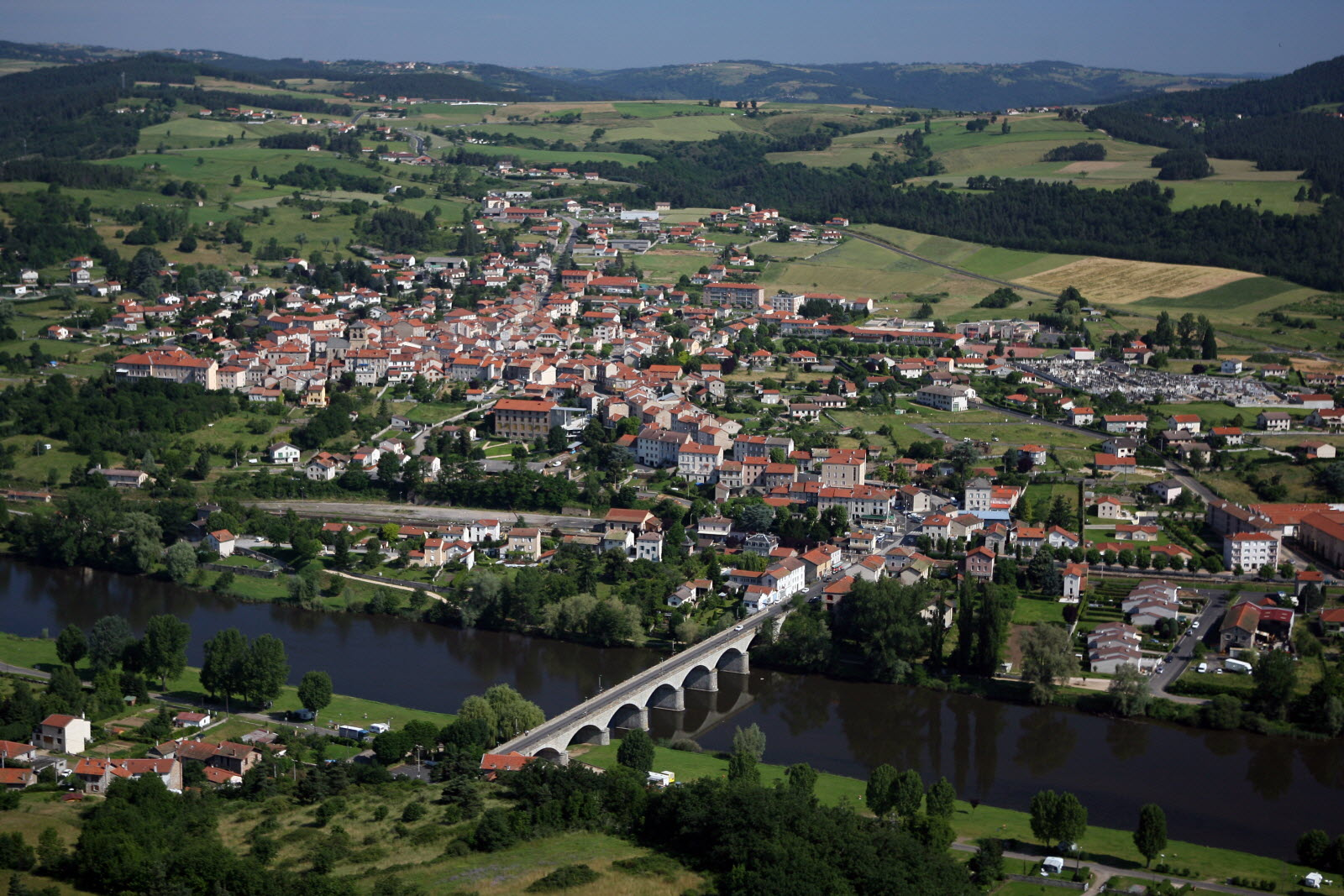
Vue aérienne du centre-bourg de Retournac

La commune, qui s'étale sur une superficie de 45,76 km2 (soit une superficie quasi équivalente à celle de la ville de Lyon), regroupe, outre le bourg-centre éponyme, de nombreux hameaux et lieux-dits, dont les principaux :
- Au nord de la Loire (rive gauche) : Vousse, Cottier, Le Liard, Le Corset, Tarrier, Artites, Lingoustre, Sainte-reine, Charrées, Surrel, La Brousse, Maltret, Jussac, La Bastide, Ranches, Sarlanges, Malfait, La Chazotte, Le Pédible, Saint-Ignac, Les Coutelles et la Chaud.
- Au sud de la Loire (rive droite) : La Bourange, Les Chaumettes, Le Chambonnet, La Navette, Les Revers, Chenebeyre, Mercuret, Fontannes, Les Ribes, Retournaguet, Préaux, Chanou, Giraudon et Sagnes.

Les principaux hameaux "historiques" sont Retournaguet, au Sud, et Sarlanges, à 7 km au Nord.
Aux XIXe et XXe siècles, la commune s'est davantage développée en bord de Loire avec l'industrie dentellière et de tissage, et l’arrivée du chemin de fer en 1866.

### Habitat et logement
En 2018, le nombre total de logements dans la commune était de 2 134, alors qu'il était de 2 088 en 2013 et de 2 021 en 2008.
Parmi ces logements, 63,1 % étaient des résidences principales, 26,6 % des résidences secondaires et 10,3 % des logements vacants. Ces logements étaient pour 76,7 % d'entre eux des maisons individuelles et pour 22,9 % des appartements.
Le tableau ci-dessous présente la typologie des logements à Retournac en 2018 en comparaison avec celle de la Haute-Loire et de la France entière. Une caractéristique marquante du parc de logements est ainsi une proportion de résidences secondaires et logements occasionnels (26,6 %) supérieure à celle du département (16,1 %) et à celle de la France entière (9,7 %). Concernant le statut d'occupation de ces logements, 71,9 % des habitants de la commune sont propriétaires de leur logement (71,4 % en 2013), contre 70 % pour la Haute-Loire et 57,5 pour la France entière.
| Typologie                                               | Retournac | Haute-Loire | France entière |
| ------------------------------------------------------- | --------- | ----------- | -------------- |
| Résidences principales (en %)                           | 63,1      | 71,5        | 82,1           |
| Résidences secondaires et logements occasionnels (en %) | 26,6      | 16,1        | 9,7            |
| Logements vacants (en %)                                | 10,3      | 12,4        | 8,2            |

La composition des 1 278 ménages résidant sur la commune étaient quant à elle la suivante : 34,9 % de personnes vivant seule, 33,3 % de couples sans enfant, 25,2 % de couples avec enfant(s), et 5,1 % de familles monoparentales.
Avec la communauté de communes des Sucs des dispositifs en faveur de l'amélioration de l'habitat sont mis en place, ainsi qu'une politique municipale en faveur des ravalements de façades.

### Réseaux, énergie et environnement

#### Collecte et traitement des déchets
La commune dispose d'une déchèterie sur son territoire (fermée les jeudi et dimanche).

### Voies de communication et transports

#### Voies routières
Le territoire de la commune est notamment traversé par la D9 (en direction de Craponne-sur-Arzon), la D46 (en direction de Monistrol-sur-Loire), ainsi que par la D103 (qui va du Puy-en-Velay à Yssingeaux).
Par la route, Retournac est ainsi à 30 minutes en voiture du Puy-en-Velay (31 km) en passant par les Gorges de la Loire, à 50 minutes de Saint-Étienne (53 km) en empruntant la N88 au niveau de Monistrol-sur-Loire (à 20 km), à 1h20 de Lyon (111 km) via l'A47 puis l'A7, à 2 heures de Clermont-Ferrand (134 km) en récupérant l'A75 au niveau de Issoire (à 85 km), et à 3h45 de Montpellier (280 km) via l'A7.

#### Transports interurbains
La gare de Retournac est un point d'arrêt des cars TER Auvergne-Rhône-Alpes de la ligne 22 qui circulent entre la gare du Puy-en-Velay et la gare de Bas-Monistrol.

#### Transport ferroviaire
La gare de Retournac, mise en service en 1866, est desservie par des trains TER Auvergne-Rhône-Alpes qui effectuent des missions régulières entre les gares du Puy-en-Velay et de Saint-Étienne-Châteaucreux (ligne 9).
La ligne récemment réhabilitée permet de rejoindre la gare du Puy-en-Velay en 30 minutes environ, la gare de Saint-Étienne-Châteaucreux en moins d'une heure, Lyon-Part-Dieu en 1h50, et Paris en 3h45.
Un parc pour les vélos et un parking pour les véhicules ont été aménagés, le parking situé dans l'ancienne cour de marchandise disposant d'une soixantaine de places.

#### Ponts routiers et ferroviaires
Retournac compte 5 ponts sur la Loire, d’ouest en est :
- le pont ferroviaire de Changue ;
- le pont des Droits-de-l’Homme (blason de la ville) : pont en arc long de 216 m construit entre 1868 et 1872 sur les plans de l’ingénieur Tourvieille[13],[14], il a précédé de nombreux autres ponts suspendus moins solides (édifiés en 1838 et 1850) qui avaient été emportés par les caprices de la Loire (en 1846 et 1866) ;
- le pont du Chambonnet ;
- le pont ferroviaire du Trignadour ;
- le pont ferroviaire de la Bourange (ou viaduc de Brenas).

Un plan cadastral datant de 1830 permet de constater que, malgré sa position avantageuse sur la Loire, il n'y avait pas de pont à Retournac à cette époque, mais seulement deux bacs. Il fallait alors remonter le fleuve jusqu'à Chamalières pour en trouver un. Le passage s'effectuait donc à gué, en barque ou en bac, jusqu'à la construction du premier pont suspendu en 1838.

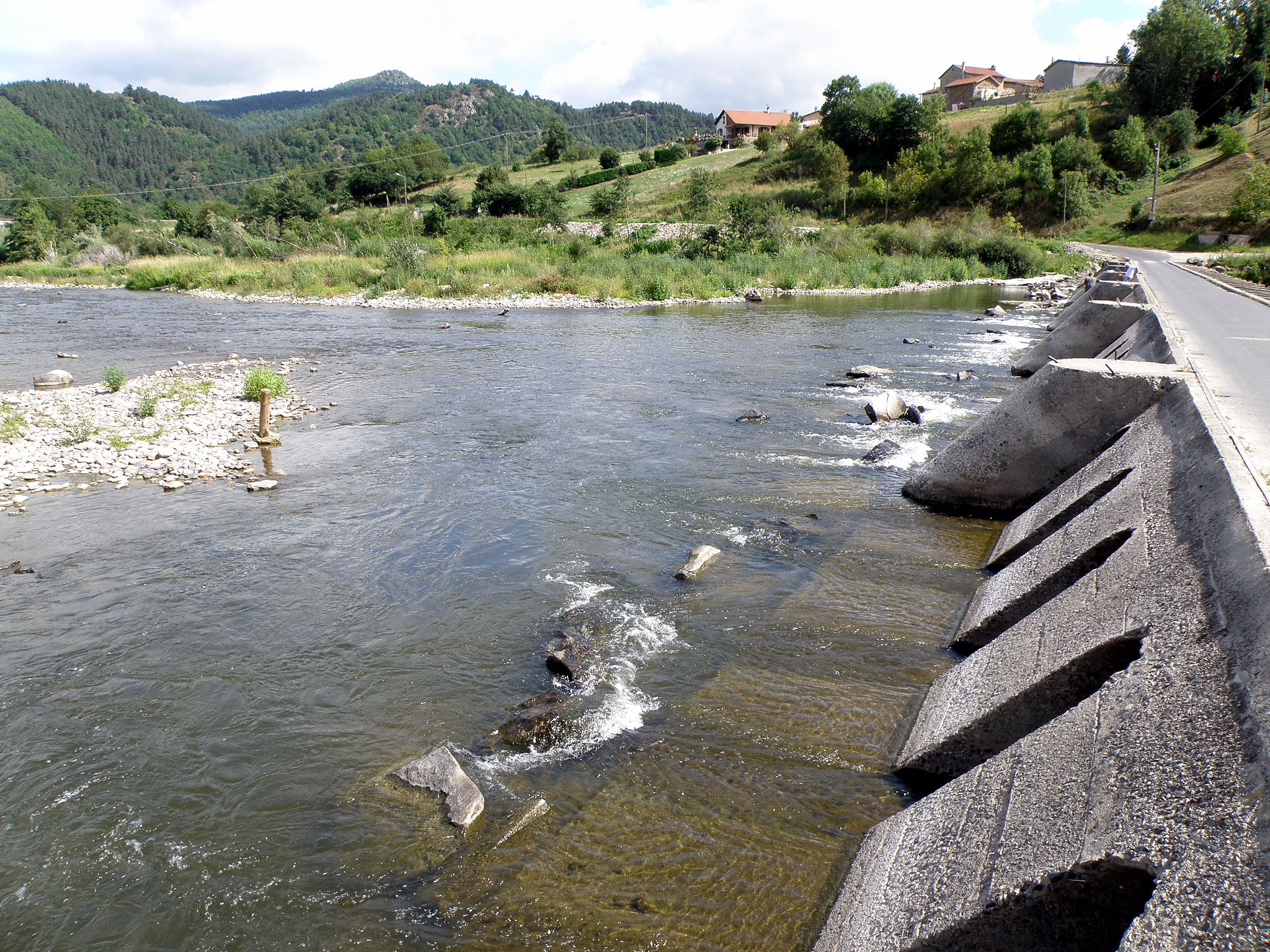
Pont du Chambonnet
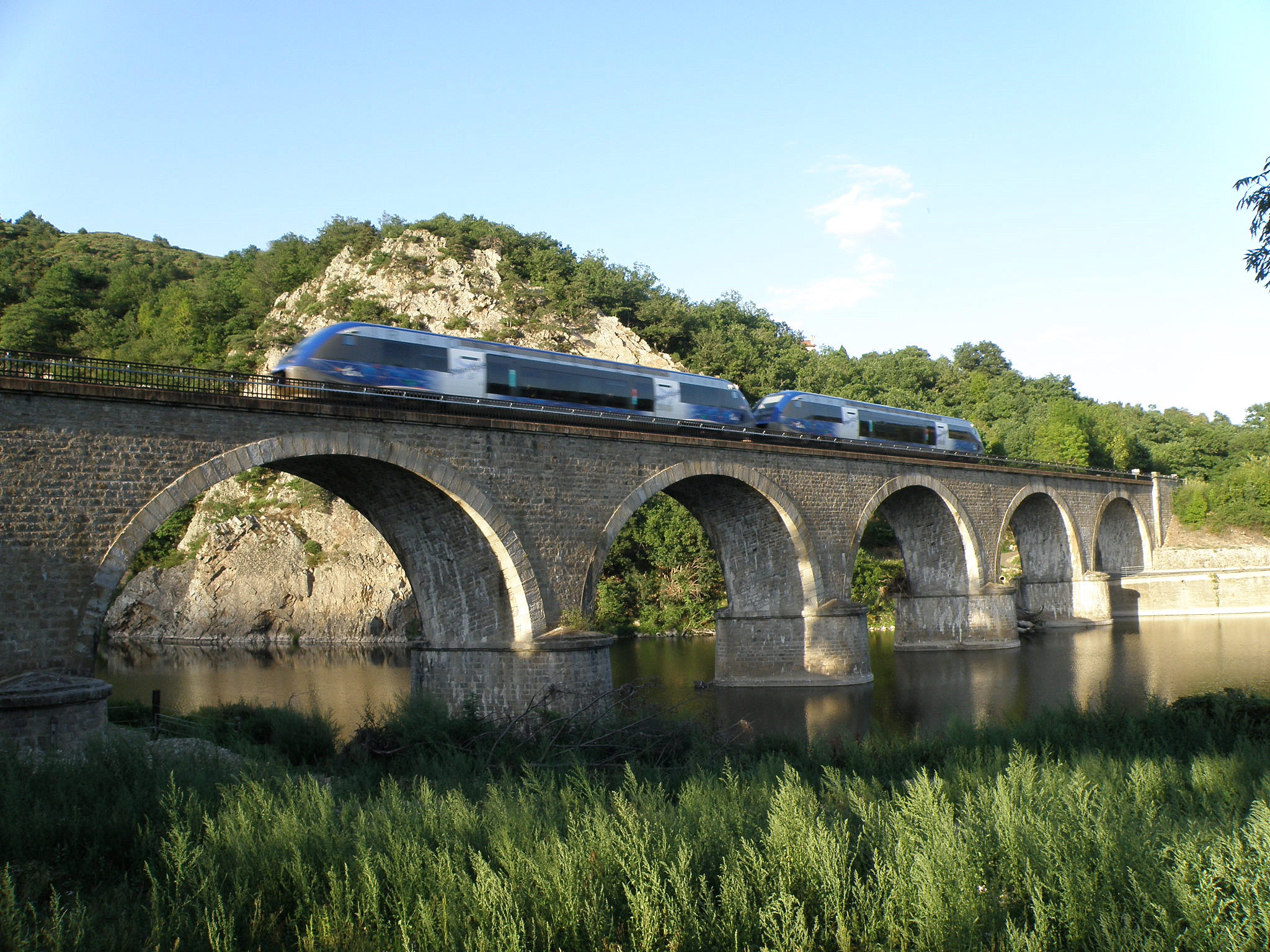
Viaduc de Brenas
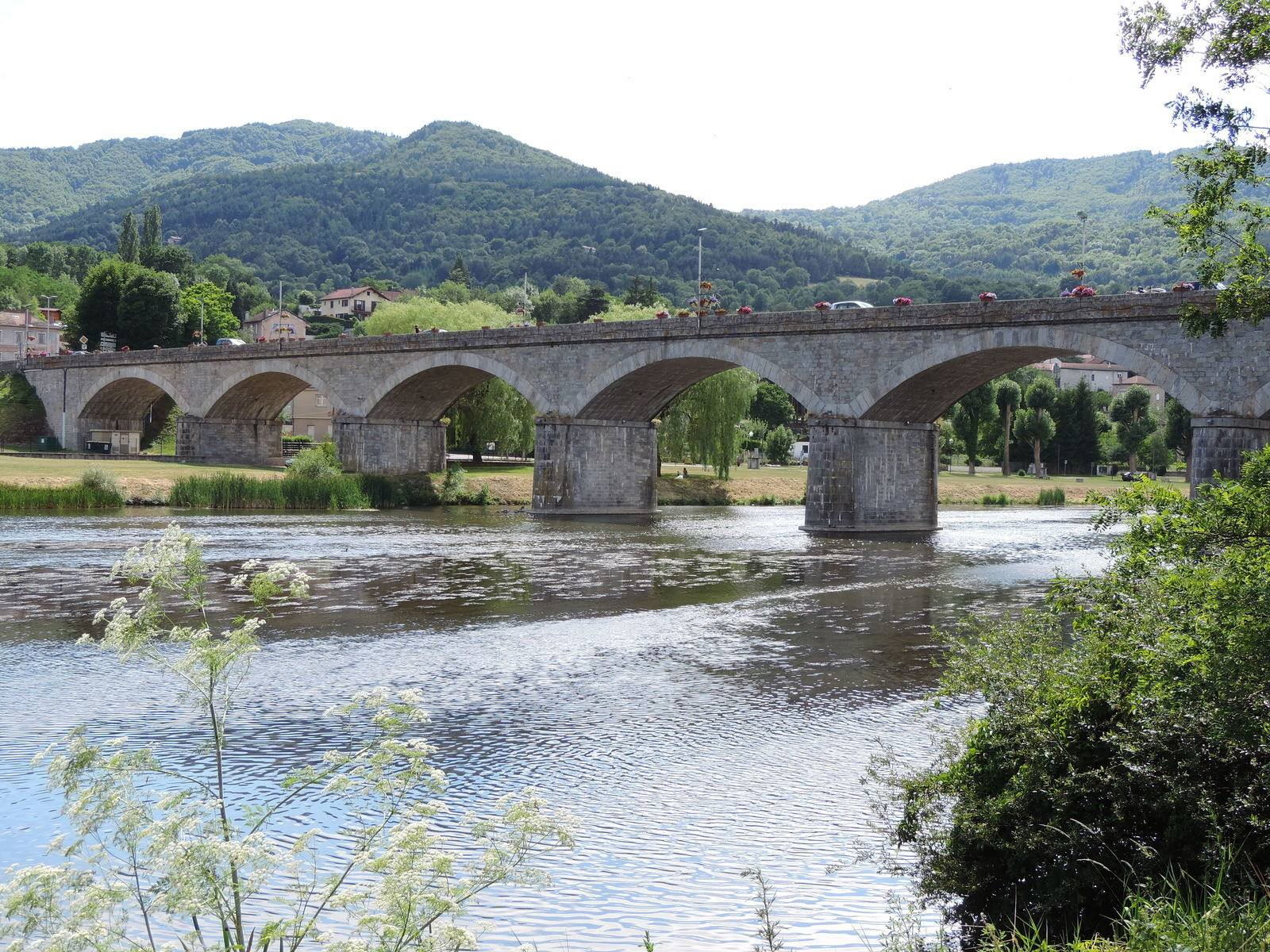
Pont des Droits-de-l'Homme

## Toponymie
Au sens étymologique, le nom de la commune "Retournac" proviendrait de deux éléments celtiques :
- rito (ou ritu) qui signifiait "gué",
- aco "domaine", latinisé en "acum", et à l'origine de la grande majorité des suffixes "ac", et "at" en langue d'oc, "y" et "é" en langue d'oïl, "ieu(x)" en franco-provençal.

Le nom a évolué au fil de l'histoire : Parrochia Sancti Johannos de Retornaco (vers 1025), Castrum de Retornac (1271), Ecclésia Sancti Johannis Baptistae de Retornaco (1319), Retornatius (1472), Retornacius (1482), Retournat (1486), paroisse Saint-Jehan de Retornat (1490), Retournac (1641), puis Retornac (Révolution) et enfin Retournac depuis 1793.

## Histoire

### Préhistoire et Antiquité

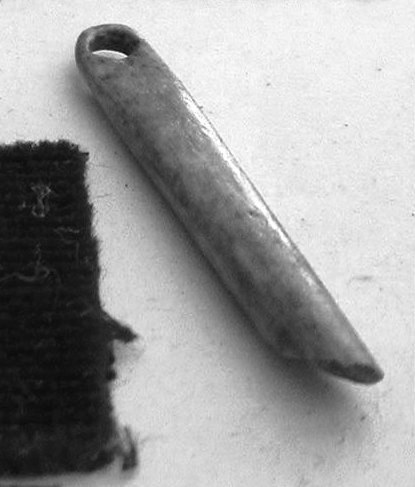
Fragment d'aiguille à chas en os

Les populations s'installent quasi exclusivement dans les zones basses comme la grotte de Cottier. La proximité des gués semble particulièrement appréciée. Ces installations légères aménagées dans les abris rocheux constituent de rares et précieux témoignage d'un mode de vie fondé sur la cueillette, la pêche, la chasse aux chevaux, aux rennes mais aussi aux marmottes.Les populations demeurent itinérantes, et leurs implantations varient sur de longues distances, au gré des déplacements de la faune sauvage.
Des fouilles entreprises au milieu du XXe siècle dans la grotte de Cottier (à 2 km au nord-ouest du centre-bourg de la commune) révèlent de nombreux objets vieux de 15 000 à 18 000 ans, attestant ainsi de l'existence d'une présence humaine au magdalénien inférieur et/ou Badegoulien.
Les vestiges issus de ces fouilles sont exposés au musée Crozatier du Puy-en-Velay, quelques objets étant visibles à l'office du tourisme et dans la maison d’accueil du château d'Artias.
En de nombreux lieux de la commune, des vestiges de la culture gallo-romaine (tessons de tuiles ou d'amphores, céramiques) sont régulièrement trouvés. Est mentionné dans un texte moyenâgeux une villa Sancti-Romani, en un lieu aujourd'hui référencé Saint-Rome.

### Du Moyen-Âge à la Révolution
Au XIIIe siècle, le bourg aurait été clos de murailles et cerné de fossés. Son église romane date du XIIe siècle, mais elle est connue (paroisse de Saint-Jean-Baptiste) depuis les années 990, inscrite sur le cartulaire de  Chamalières (à la fin du XIe siècle et au XIIe siècle, de nombreuses donations dans le village de Retournac sont faites à l'abbaye de Chamalières).
Le bourg va rester jusqu'à la Révolution une co-seigneurerie entre l'évêque du Puy et la baronnie de Roche-en-Régnier.
Le château d'Artias, connu au Xe siècle, est l'un des plus anciens du Velay. Il est propriété de l'évêque du Puy en 1165 (confirmation faite par le pape Alexandre III), puis des seigneurs de Roche-en-Régnier à partir de 1267, des Lévis-Lautrec de 1344 à 1463, de la Maison de Bourbon (1453 - 1582), des Lévis-Ventadour (1582 - 1661), de la Famille de Nerestang (1673 - 1730), de la famille Jourda de Vaux (1730 - 1789).
En 1446, Jean de Bourbon fonde une collégiale dans l'église, qui connaît plusieurs agrandissements.
On trouve aussi sur la commune plusieurs maisons-fortes datant des XIIe et XIIIe siècles (Mercuret, Ribes, La Bourange et Chabanolles) qui, appartenant à des branches cadettes ou des lignages de rang moins élevé, témoignent de l'étendue de la seigneurie (voir la rubrique "Culture et Patrimoine" pour plus d'informations).
Le 9 janvier 1791 la collégiale est supprimée.
Le corps du maréchal Noël Jourda de Vaux est déposé dans l'église après son décès à Grenoble, en attendant que soit préparée sa sépulture à Saint-Julien-du-Pinet. En 1793, les révolutionnaires ouvrent  la bière  pour en fondre le  plomb, transformé en projectiles. La dépouille est jetée dans une fosse commune.

### Époques moderne et contemporaine

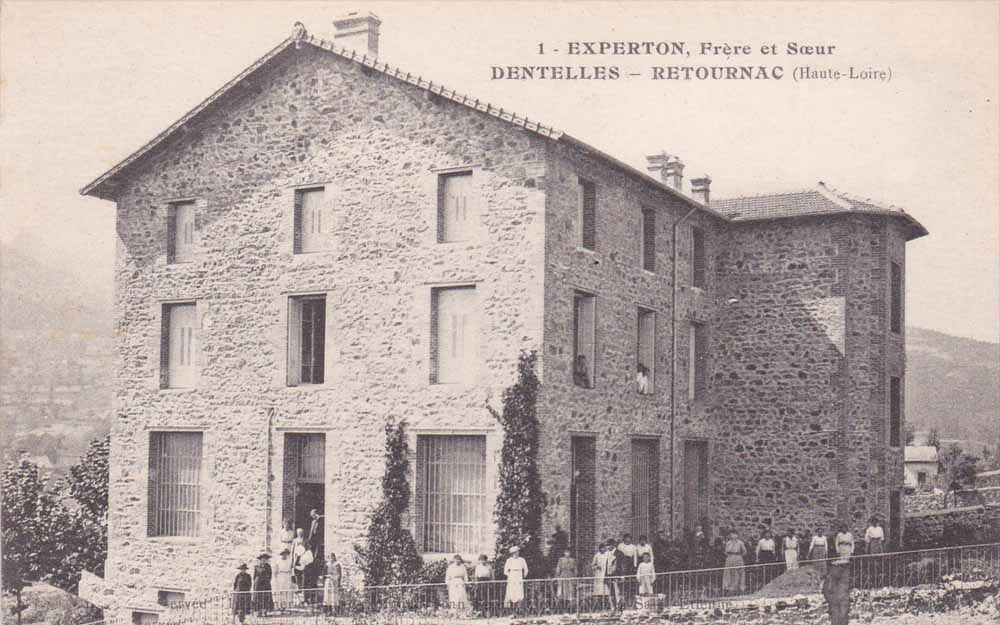
Manufacture de dentelles Experton

Au début du XIXe siècle, la population de la commune se situait entre 3 500 et 4 000 habitants, avec moins de 1 000 personnes dans le bourg.

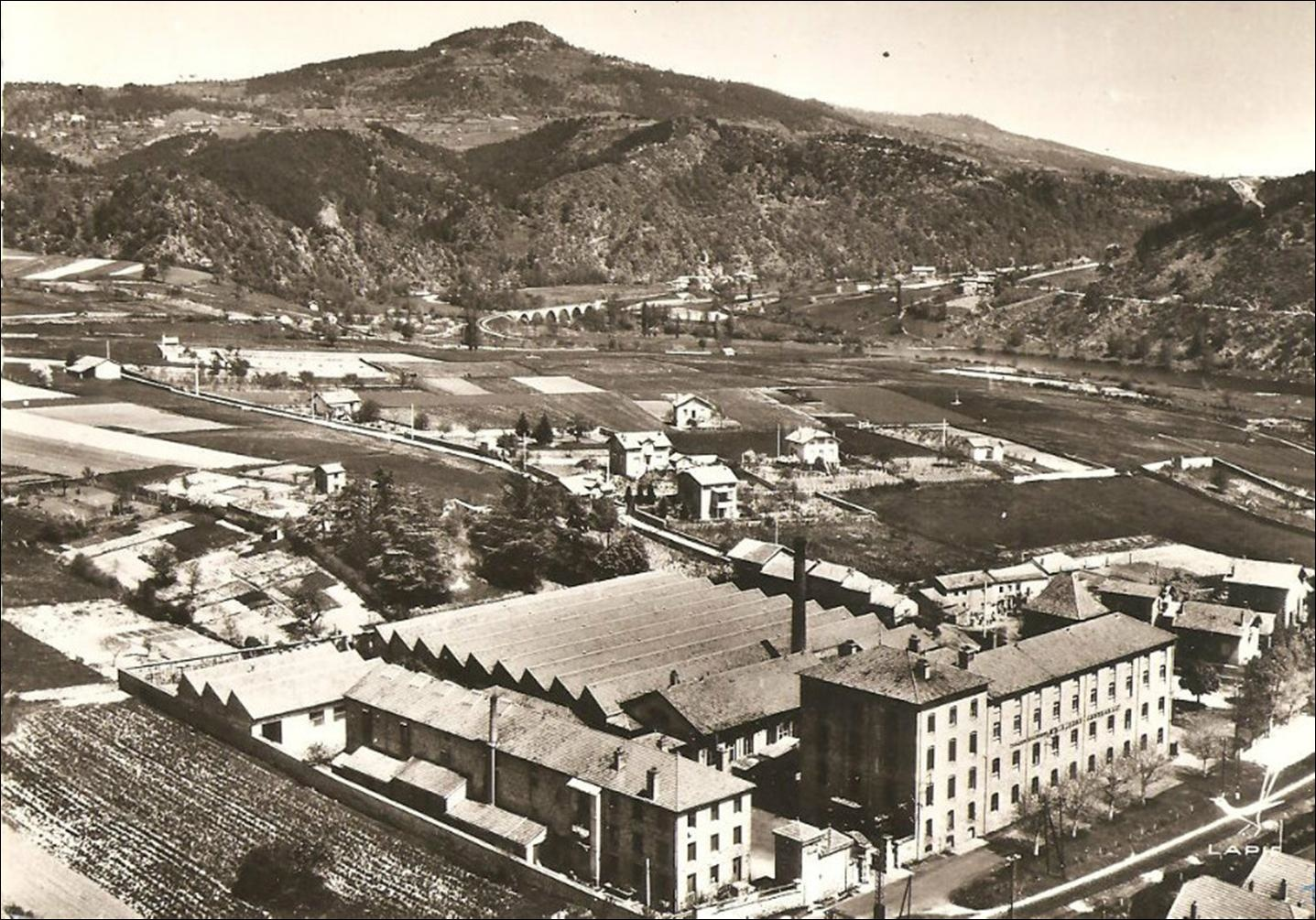
Usine de tissage et moulinage Descours et Genthon

La municipalité connait son apogée économique au XIXe et XXe siècle. En bord de Loire se trouvaient cinq ateliers de fabrication de barques en 1828. 

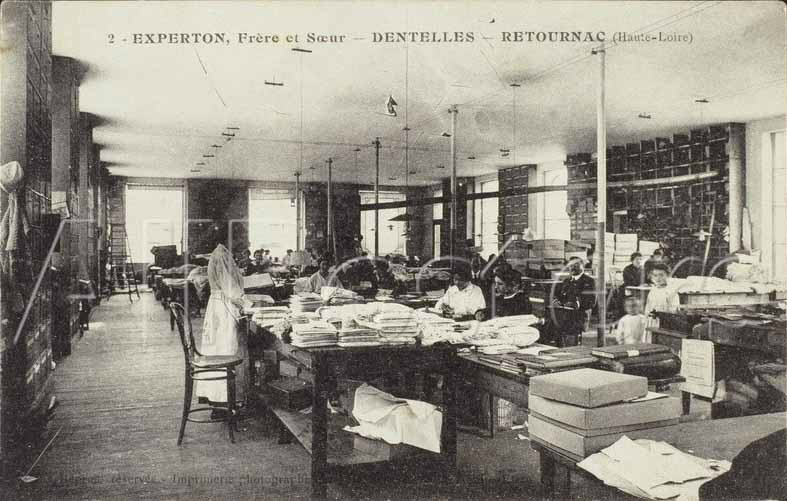
Atelier de dentelle Experton

Puis se développe l'industrie dentellière et de tissage, des dizaines de manufactures étant actives, la dernière fermant ses portes dans les années 1990.
Quelques édifices portent encore ce souvenir, en particulier les bâtiments d’une ancienne usine, la Filature, aujourd'hui réhabilitée en maison des associations, avec un espace scénique à vocation culturelle et une plate-forme de plus de 700 m2 de bureaux, ainsi que deux manufactures de dentelles, aujourd'hui réaménagées en musée et en médiathèque.
En 1866, la commune est reliée au réseau ferré français.
154 enfants de la commune tombent au champ d'honneur lors de la Première Guerre mondiale.

## Politique et administration

### Découpage territorial
La commune de Retournac est membre de la communauté de communes des Sucs, un établissement public de coopération intercommunale (EPCI) à fiscalité propre créé le 28 juin 1999 dont le siège est à Yssingeaux. Ce dernier est par ailleurs membre d'autres groupements intercommunaux.
Sur le plan administratif, elle est rattachée à l'arrondissement d'Yssingeaux, au département de la Haute-Loire et à la région Auvergne-Rhône-Alpes.
Sur le plan électoral, elle dépend du canton de Bas-en-Basset pour l'élection des conseillers départementaux, depuis le redécoupage cantonal de 2014 entré en vigueur en 2015, et de la première circonscription de la Haute-Loire pour les élections législatives, depuis le redécoupage électoral de 1986.

### Tendances politiques et résultats
Depuis le début des années 1980, la commune de Retournac a une sensibilité politique plus prononcée à droite, la gauche ayant principalement géré la commune sur la période allant de l'après-guerre à 1983. Pour les autres élections, notamment présidentielles, on note une alternance entre la droite et la gauche, avec toutefois un ancrage confirmé du vote Rassemblement national, comme dans la majorité des communes rurales.
À l’élection présidentielle de 2012, le premier tour a ainsi vu se démarquer en tête François Hollande avec 26,39 %, suivi par Marine Le Pen avec 24,02 %, Nicolas Sarkozy avec 20,89 %, Jean-Luc Mélenchon avec 13,57 %, François Bayrou avec 9,48 %, et Eva Joly avec 2,15 %, aucun autre candidat ne dépassant le seuil des 2 %. Le second tour a vu arriver en tête François Hollande avec 55,27 % (résultat national : 51,64 %) contre 44,73 % pour Nicolas Sarkozy (national : 48,36 %).
À l’élection présidentielle de 2017, le premier tour a vu se démarquer en tête Marine Le Pen avec 27,67 %, suivie par Jean-Luc Mélenchon avec 23,20 %, Emmanuel Macron avec 19,41 %, puis François Fillon avec 13,75 %, Nicolas Dupont-Aignan avec 5,72 %, Benoit Hamon avec 4,41 %, et Philippe Poutou avec 2,60 %, aucun autre candidat ne dépassant le seuil des 2 %. Le second tour a vu arriver en tête Emmanuel Macron avec 56 % (résultat national : 66,10 %) contre 44 % pour Marine Le Pen (national : 33,90 %). Le nombre d'électeurs inscrits était de 2 252 habitants, pour 1 757 votants (495 abstentions) et 1 525 suffrages exprimés (232 votes non comptabilisés : votes blancs et votes nuls).
Pour les élections municipales, le mode de scrutin applicable aux communes de 1 000 habitants et plus, est désormais un scrutin proportionnel plurinominal (ou de liste) à deux tours avec prime majoritaire accordée à la liste arrivée en tête, les listes déposées devant être complètes et sans modification de l’ordre de présentation. Ce scrutin est dit "mixte" dans la mesure où il combine un mécanisme de proportionnelle dans un scrutin à dominante majoritaire.
Lors des élections municipales du 23 mars 2014, la liste du maire sortant (DVD) a été réélue au premier tour avec une majorité absolue des suffrages exprimés (52,61 %, soit 844 voix), obtenant ainsi 18 sièges sur 23 au conseil municipal et 4 sièges sur 5 à pourvoir au conseil communautaire, les sièges restant étant attribués à la seconde liste (SE). Le nombre d'électeurs inscrits était alors de 2 275 habitants, pour 1 716 votants (559 abstentions) et 1 604 suffrages exprimés (112 votes non comptabilisés : votes blancs et votes nuls).

### Administration municipale
Le nombre d'habitants au dernier recensement étant compris entre 2 500 et 3 499, le nombre de membres du conseil municipal est fixé à 23.
Par ailleurs, la commune bénéficie de 5 sièges sur 35 au sein du conseil communautaire de la Communauté de communes des Sucs.
La commune est également représentée au sein du Pôle d’équilibre territorial et rural (PETR) de la Jeune Loire, syndicat mixte chargé notamment de la mise en œuvre du Schéma de cohérence territoriale (SCoT) et par délégation, de l’instruction des différentes autorisations d'urbanisme.

### Liste des maires

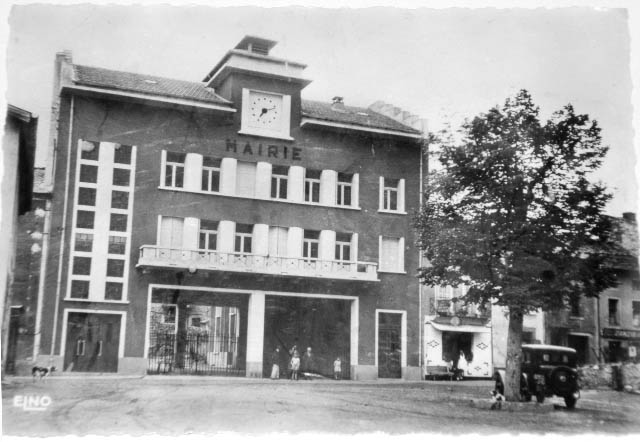
Mairie de Retournac avant 1980

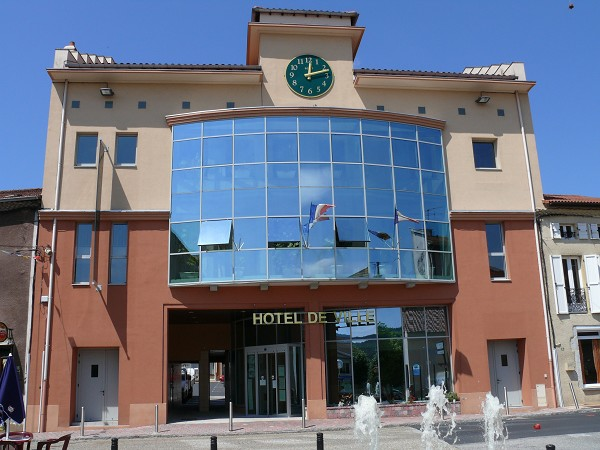
Mairie de Retournac aujourd'hui

| Période | Période  | Identité               | Étiquette    | Qualité                                                                                  |
| ------- | -------- | ---------------------- | ------------ | ---------------------------------------------------------------------------------------- |
|         |          | Jean-Baptiste Ribeyron | JR           | Conseiller général du canton de Retournac (1932-1940 puis 1945-1947)                     |
|         |          | Henri Pontvianne       | SFIO         | Conseiller général du canton de Retournac (1947-1958)                                    |
|         | 1977     | Jean Saby              | DVG          | Chef de district SNCF Conseiller général du canton de Retournac (1958-1976)              |
| 1977    | 1983     | Raymond Dechiron       | PCF          | Retraité Conseiller général du canton de Retournac (1982-1994)                           |
| 1983    | 1995     | Hubert Dagnaud         | DVD          | Chirurgien dentiste                                                                      |
| 1995    | 2001     | Pierre Maurige         | DVD          | Conseiller général du canton de Retournac (1994-2001)                                    |
| 2001    | 2008     | Jean Delolme           | SE           |                                                                                          |
| 2008    | 2020     | Pierre Astor           | RPR puis DVD | Fonctionnaire territorial (cat. A) Conseiller général du canton de Retournac (2001-2015) |
| 2020    | En cours | Patricia Goudard       | SE           |                                                                                          |

### Jumelage
Au 17 janvier 2020, Retournac n'est jumelée avec aucune commune.

## Population et société

### Évolution démographique
L'évolution du nombre d'habitants est connue à travers les recensements de la population effectués dans la commune depuis 1793. Pour les communes de moins de 10 000 habitants, une enquête de recensement portant sur toute la population est réalisée tous les cinq ans, les populations de référence des années intermédiaires étant quant à elles estimées par interpolation ou extrapolation. Pour la commune, le premier recensement exhaustif entrant dans le cadre du nouveau dispositif a été réalisé en 2004.

En 2022, la commune comptait 2 971 habitants, en évolution de +2,52 % par rapport à 2016 (Haute-Loire : +0,36 %, France hors Mayotte : +2,11 %).
| 1793  | 1800  | 1806  | 1821  | 1831  | 1836  | 1841  | 1846  | 1851  |
| ----- | ----- | ----- | ----- | ----- | ----- | ----- | ----- | ----- |
| 4 019 | 3 226 | 3 592 | 3 352 | 3 887 | 3 746 | 3 772 | 3 623 | 3 433 |

| 1856  | 1861  | 1866  | 1872  | 1876  | 1881  | 1886  | 1891  | 1896  |
| ----- | ----- | ----- | ----- | ----- | ----- | ----- | ----- | ----- |
| 3 164 | 3 190 | 3 278 | 3 411 | 3 515 | 3 603 | 3 744 | 4 013 | 3 859 |

| 1901  | 1906  | 1911  | 1921  | 1926  | 1931  | 1936  | 1946  | 1954  |
| ----- | ----- | ----- | ----- | ----- | ----- | ----- | ----- | ----- |
| 3 630 | 3 709 | 3 674 | 3 083 | 3 037 | 3 004 | 3 009 | 3 028 | 2 715 |

| 1962  | 1968  | 1975  | 1982  | 1990  | 1999  | 2004  | 2006  | 2009  |
| ----- | ----- | ----- | ----- | ----- | ----- | ----- | ----- | ----- |
| 2 748 | 2 600 | 2 558 | 2 249 | 2 270 | 2 293 | 2 535 | 2 538 | 2 693 |

| 2014  | 2019  | 2022  | - | - | - | - | - | - |
| ----- | ----- | ----- | - | - | - | - | - | - |
| 2 886 | 2 990 | 2 971 | - | - | - | - | - | - |

#### Pyramide des âges
La population de la commune est relativement âgée.
En 2018, le taux de personnes d'un âge inférieur à 30 ans s'élève à 28,9 %, soit en dessous de la moyenne départementale (31 %). À l'inverse, le taux de personnes d'âge supérieur à 60 ans est de 37,1 % la même année, alors qu'il est de 31,1 % au niveau départemental.
En 2018, la commune comptait 1 432 hommes pour 1 527 femmes, soit un taux de 51,61 % de femmes, légèrement supérieur au taux départemental (50,87 %).
Les pyramides des âges de la commune et du département s'établissent comme suit.
| Hommes | Classe d’âge | Femmes |
| ------ | ------------ | ------ |
| 1,3    | 90 ou +      | 3,6    |
| 9,7    | 75-89 ans    | 12,5   |
| 24,3   | 60-74 ans    | 22,8   |
| 20,0   | 45-59 ans    | 17,8   |
| 14,9   | 30-44 ans    | 15,3   |
| 13,1   | 15-29 ans    | 12,7   |
| 16,7   | 0-14 ans     | 15,3   |

| Hommes | Classe d’âge | Femmes |
| ------ | ------------ | ------ |
| 0,9    | 90 ou +      | 2,5    |
| 8,4    | 75-89 ans    | 11,7   |
| 20,4   | 60-74 ans    | 20,5   |
| 21,3   | 45-59 ans    | 20,3   |
| 16,8   | 30-44 ans    | 16,3   |
| 15,2   | 15-29 ans    | 13,2   |
| 17     | 0-14 ans     | 15,6   |

### Enseignement et petite enfance
La commune de Retournac dépend de l'Académie de Clermont-Ferrand (Rectorat de Clermont-Ferrand) et les écoles primaires de la commune dépendent de l'Inspection académique de la Haute-Loire. Pour le calendrier des vacances scolaires, Retournac fait partie de la zone A.
La commune compte 5 établissements scolaires : 4 écoles maternelles ou primaires et 1 collège, le lycée le plus proche étant situé à 12 km sur la commune d'Yssingeaux.
- École élémentaire privée Arc-en-ciel
- École élémentaire publique Théodore Monod
- École élémentaire publique de Jussac
- École élémentaire publique de Charrées
- Collège public Boris Vian

La commune dispose également d'une crèche halte-garderie accueillant des enfants de 2 mois à 6 ans.

### Santé et action sociale
Le projet d'une maison de santé pluridisciplinaire a été lancé en 2019 pour réunir des professionnels de santé (deux médecins, un kiné, un podologue, un cabinet d'infirmiers, un ostéopathe et un cabinet dentaire). Une ancienne ferme située derrière la Poste dans le centre-bourg devrait ainsi être transformée en 2020.
La commune compte un établissement d'hébergement pour personnes âgées dépendantes (EHPAD), ou maison de retraite, disposant d'une capacité d'hébergement de 87 lits répartis en 73 chambres simples et 6 chambres double, et proposant une unité spécialisée dans la maladie d'Alzheimer.

### Sécurité et secours
Une brigade de la gendarmerie nationale, rattachée à la compagnie d'Yssingeaux du groupement de gendarmerie départementale de la Haute-Loire (GGD43), est installée sur le territoire de la commune, laquelle dispose par ailleurs d'une police municipale depuis 2017, chargée essentiellement de missions préventives et pédagogiques, et notamment de l'opération "tranquillité vacances".
Une caserne de pompiers est également implantée dans la bien nommée rue Sainte-Barbe, à proximité du groupe scolaire. Le Centre d’incendie et de secours (CIS) de Retournac est rattachée au Groupement Est du Service départemental d'incendie et de secours (SDIS) de Haute-Loire.

### Sports et loisirs
La commune dispose de nombreux équipements sportifs, notamment :

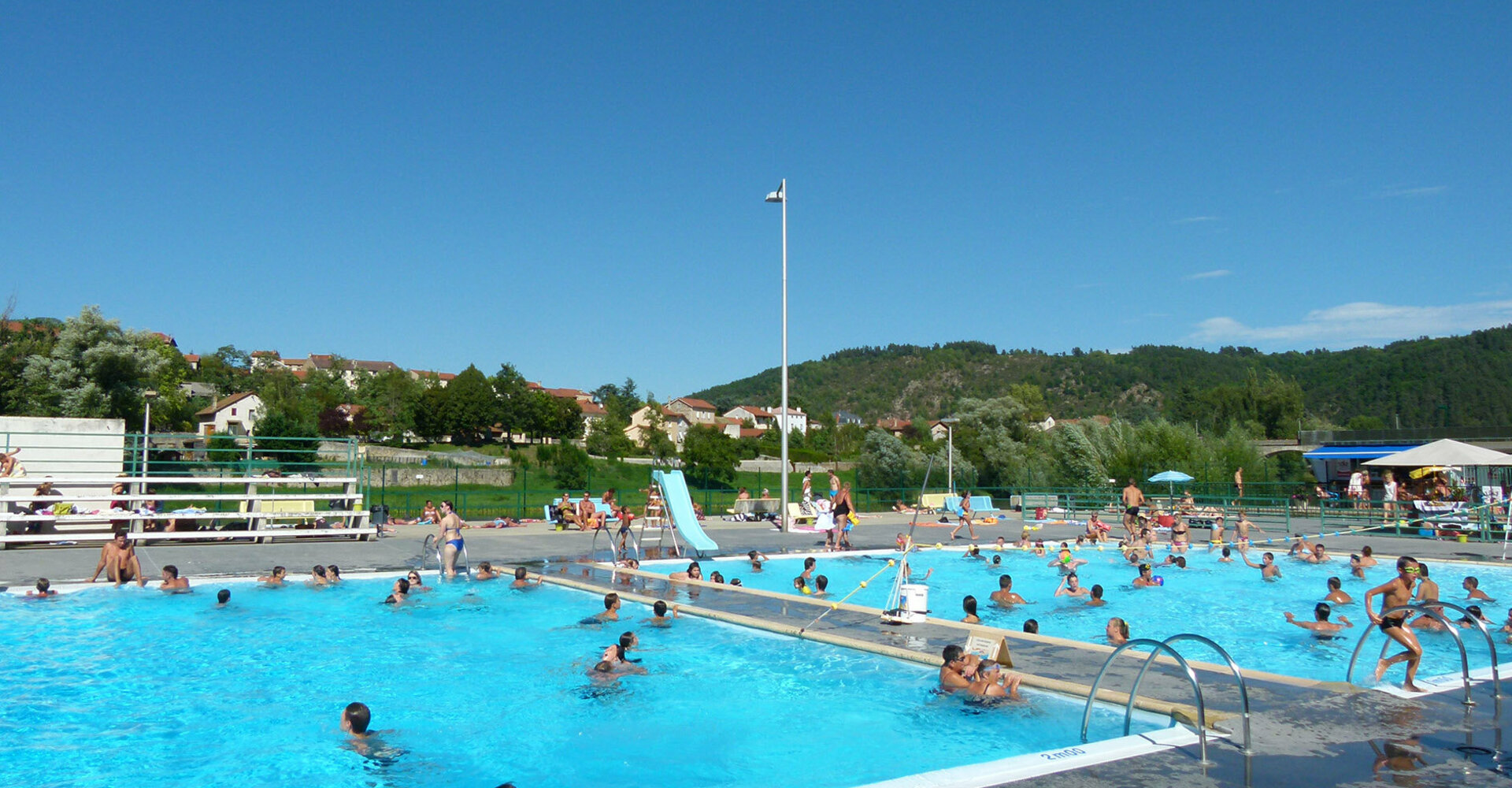
Piscine de Retournac

- Piscine de Retournacune piscine municipale en plein air sur les bords de Loire comprenant deux bassins extérieurs chauffés, un toboggan, deux plongeoirs (planches de 1 mètre et 3 mètres de hauteur), une pataugeoire, un snack, ainsi qu'un éclairage pour les soirées nocturnes en été (des cours d'aquagym sont également proposés)[51]. Après la réfection des bassins de la piscine en 2008, puis des plages en 2012, le bâtiment d'accueil, les vestiaires et les sanitaires ont fait l'objet d'une rénovation complète en 2019[52],[53].
- un stade de football en gazon synthétique (rénové en 2014)[54].
- quatre courts de tennis dont un à proximité de la piscine en bord de Loire.

- un boulodrome couvert.

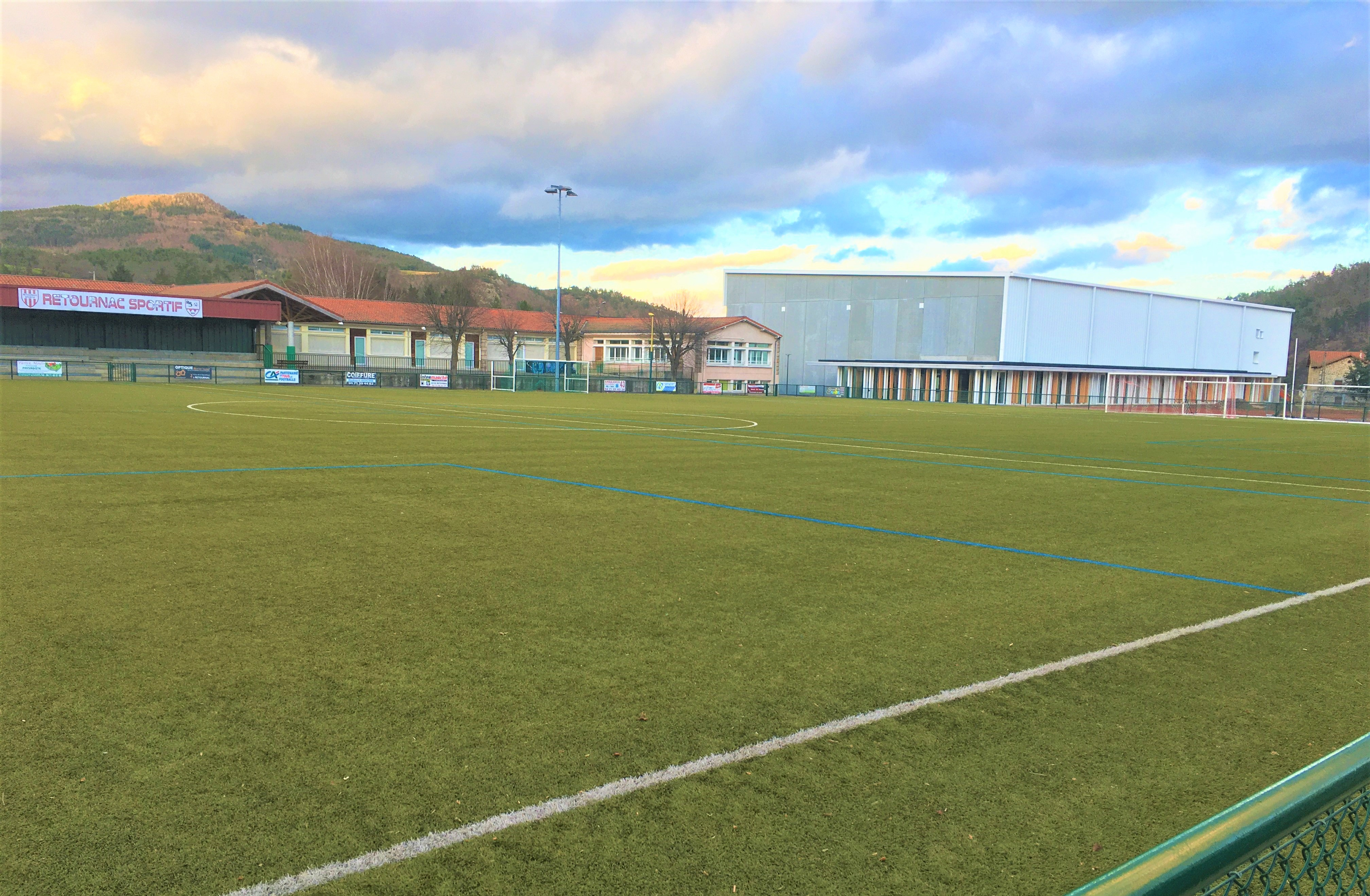
Stade de Retournac avec le gymnase en fond

- une salle de fitness au sein de la maison des associations de la Filature[55].

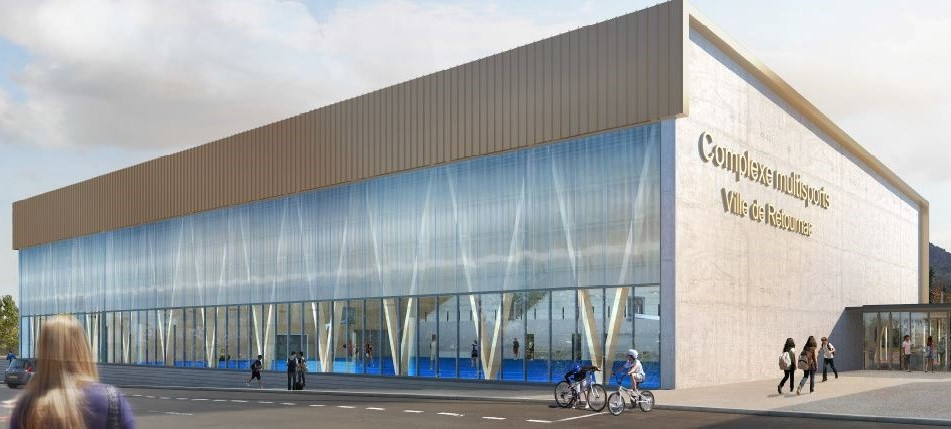
Gymnase multi-sport de Retournac

- Gymnase multi-sport de Retournacun gymnase multi-sport comprenant une salle annexe dédiée aux sports de combats, de danse, et de gymnastique, ainsi qu'un mur d'escalade (inauguré en 2020)[56].

Le site de la Filature dispose d'une salle de cinéma gérée par l'association Ciné Filature, ainsi que d'un espace scénique proposant divers spectacles et concerts.
La commune compte également une Harmonie municipale, les Cariocas de Retournac, installée sur le site de la Filature.

### Cultes
Pour l'Église catholique, le territoire de la commune dépend de l'« ensemble paroissial de Retournac et Solignac-sous-Roche » au sein du « secteur pastoral de Monistrol-sur-Loire - Yssingeaux », lui-même partie du diocèse du Puy-en-Velay.
Le territoire communal comprend :
- L'église Saint-Jean-Baptiste de Retournac : collégiale romane datant du XIIe siècle et classée monument historique[59], il s'agit du principal lieu de culte du groupement paroissial. Fait rare, elle dispose d'absidioles sans déambulatoire. Elle possède également un mobilier liturgique contemporain créé par Philippe Kaeppelin (autel et croix) et des vitraux de Henri Guérin, réalisés en 1966 (chapelles sud) et en 2006 (collatéral nord). La visite de la collégiale offre ainsi une rétrospective de l'art et des évolutions du grand maître-verrier.
- L'église Marie-Immaculée de Retournaguet : édifiée entre 1840 et 1848, l'église se situe au centre du bourg qui, au sud, surplombe la Loire au-dessus du Pont des Droits-de-l'Homme. Le clocher de style néo-roman et trois autels en marbre caractérisent cet édifice à l'architecture sobre. La voûte de la nef est construite en 1856 sur les plans de Brenas, architecte bénévole d'Yssingeaux. Le culte y est encore célébré à certaines occasions.
- L'église Saint-Mathieu de Sarlanges : érigée en 1868 à 7 km au nord du bourg de Retournac, elle témoigne à nouveau de la pression constante qui s'exerce au XIXe siècle pour rapprocher le réseau pastoral d'une population en augmentation constante. Le clocher est inauguré en 1890. Depuis 1948, le culte n'y est plus assuré régulièrement.
- La chapelle castrale Saint Denis d'Artias : aujourd’hui fort délabrée mais sauvée des ruines par l'association des Amis d'Artias[60], la chapelle située à l'entrée du château fut bâtie dans le style roman au cours de la deuxième moitié du XIIe siècle. Le reliquat de son campanile date du XVIe siècle. Elle est inscrite aux monuments historiques[61].
- La chapelle Sainte-Madeleine : datant de la fin du XIIIe siècle, le prieuré a été construit sur le plateau volcanique de la Madeleine situé à 1 000 m d'altitude[62]. Ce serait la première chapelle dédiée à Sainte Marie-Madeleine. Tombée en ruine après la Révolution, une souscription permet de la rebâtir, l'inauguration de la nouvelle chapelle ayant lieu le 16 août 1885. Au XVIe – XVIIe siècle, le culte de Saint Roch est également invoqué contre la peste, ce dernier ayant séjourné sur le plateau. Depuis, une fête traditionnelle donnant lieu à un pèlerinage est célébrée en son honneur le 16 août[63].
- L'oratoire de Jussac : modeste édifice couvert de lauzes qui parait remonter au XVIIIe siècle (date de 1753 sur la porte d'entrée). Il contient à l'intérieur, un autel de bois et une piéta en bois peint datant du XVIe siècle[64].

Retournac est la seule commune de Haute-Loire à posséder trois églises et trois cimetières (dans le bourg-centre, à Retournaguet et à Sarlanges). En effet, au XIXe siècle, lassés de voir le pont sur la Loire régulièrement emporté par les crues et de devoir payer leurs passages pour enterrer leurs morts (le pont était alors en bois et à péage), les habitants de Retournaguet avaient souhaité l’édification d’une église avec la création d’un cimetière. Compte tenu de l’éloignement du bourg (7 km), les habitants de Sarlanges avaient alors formulé le même souhait.

## Économie

### Revenus
En 2018, la commune compte 1 324 ménages fiscaux, regroupant 2 894 personnes. La médiane du revenu disponible par unité de consommation est de 19 860 € (20 800 € dans le département). 39 % des ménages fiscaux sont imposés (42,8 % dans le département).

### Emploi
| Division       | 2008  | 2013  | 2018  |
| -------------- | ----- | ----- | ----- |
| Commune        | 5,6 % | 9,5 % | 9 %   |
| Département    | 6,3 % | 7,7 % | 7,7 % |
| France entière | 8,3 % | 10 %  | 10 %  |

En 2018, la population âgée de 15 à 64 ans s'élève à 1 623 personnes, parmi lesquelles on compte 71,3 % d'actifs (62,3 % ayant un emploi et 9 % de chômeurs) et 28,7 % d'inactifs,. En  2018, le taux de chômage communal (au sens du recensement) des 15-64 ans est supérieur à celui du département, mais inférieur à celui de la France, alors qu'il était inférieur à celui du département et de la France en 2008.
La commune est hors attraction des villes,. Elle compte 599 emplois en 2018, contre 628 en 2013 et 593 en 2008. Le nombre d'actifs ayant un emploi résidant dans la commune est de 1 028, soit un indicateur de concentration d'emploi de 58,3 % et un taux d'activité parmi les 15 ans ou plus de 47,2 %.
Sur ces 1 028 actifs de 15 ans ou plus ayant un emploi, 306 travaillent dans la commune, soit 30 % des habitants. Pour se rendre au travail, 85,1 % des habitants utilisent un véhicule personnel ou de fonction à quatre roues, 3 % les transports en commun, 6,8 % s'y rendent en deux-roues, à vélo ou à pied et 5,2 % n'ont pas besoin de transport (travail au domicile).

### Entreprises et commerces
En 2015, Retournac comptait 237 entreprises implantées sur son territoire, dont 63 avec au moins un salarié (55 entreprises de 1 à 9 salariés, soit 23,2 %, et 8 entreprises de plus de 10 salariés, soit 3,4 %). Elles étaient réparties selon les secteurs d’activités suivants : 66,6 % dans le secteur tertiaire (129 entreprises de commerces et services, et 29 administrations publiques ou organismes à but non lucratif / OBNL), 20,6 % dans le secteur secondaire (49 entreprises dans le secteur de l’industrie ou de la construction), et 12,7 % dans le secteur primaire (30 entreprises liées à l’agriculture), la moyenne nationale étant de 75,8 % pour le tertiaire, de 20,6 % pour le secondaire, et de 2,8 % pour le primaire.
La commune de Retournac dispose de trois zones d'activités économiques (ZAE) réservées à l’implantation d’entreprises :
- Zone artisanale (ZA) des Plantades.
- Zone artisanale (ZA) de la Sausse.
- Zone industrielle (ZI) de La Chaud.

### Tourisme
Retournac dispose d'un office de tourisme (bureau d'accueil de l'office de tourisme des Sucs aux bords de Loire situé sur la place Boncompain).
La commune est par ailleurs labellisée Station Verte, notamment du fait :
- de sa position privilégiée en bord de Loire (sites de pêche, baignades, canoë-kayak),
- et au cœur du pays des Sucs (circuits de randonnées pédestres ou en vélo),
- ainsi qu'à ses équipements sportifs et touristiques (notamment piscine en plein air, centre de loisir, sites d’escalade, camping, gymnase, stade, tennis...).

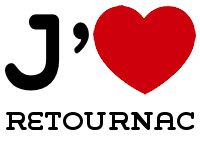
Logo J'aime Retournac
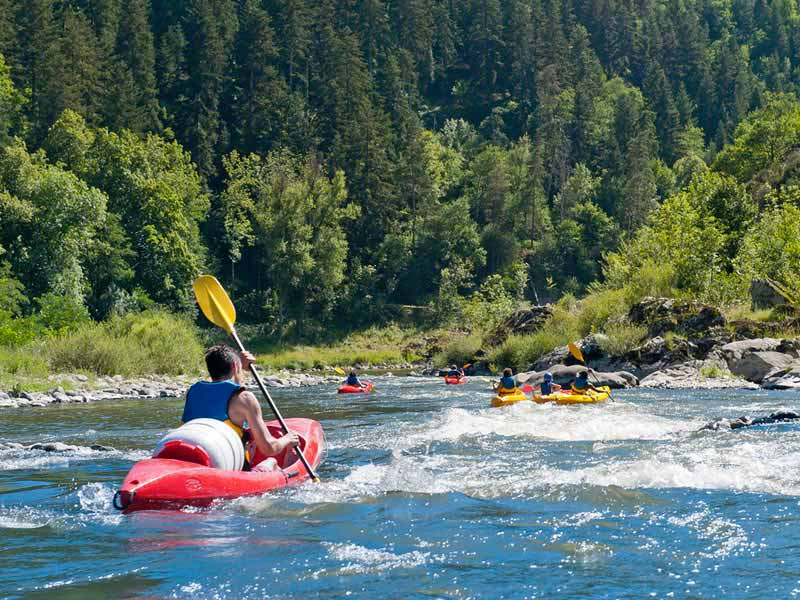
Canoé sur la Loire à Retournac
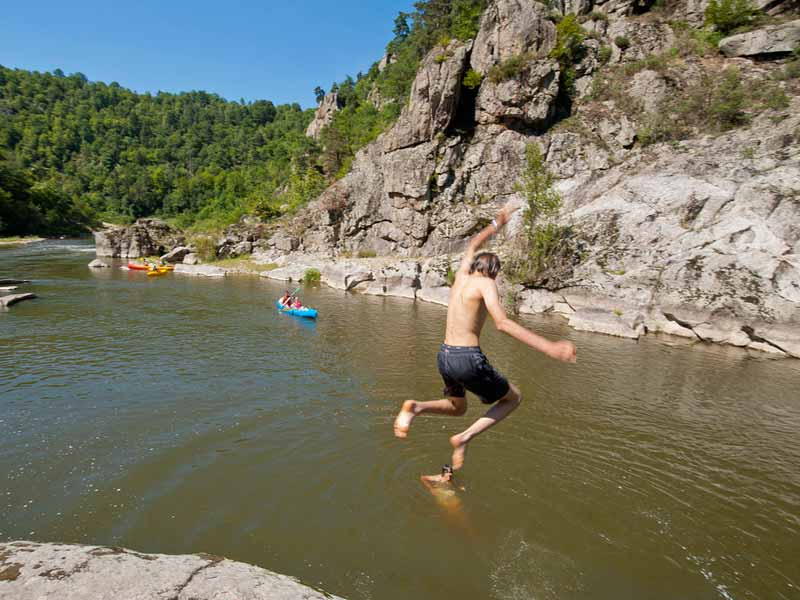
Baignade dans la Loire à Retournac

## Culture locale et patrimoine

### Lieux et monuments

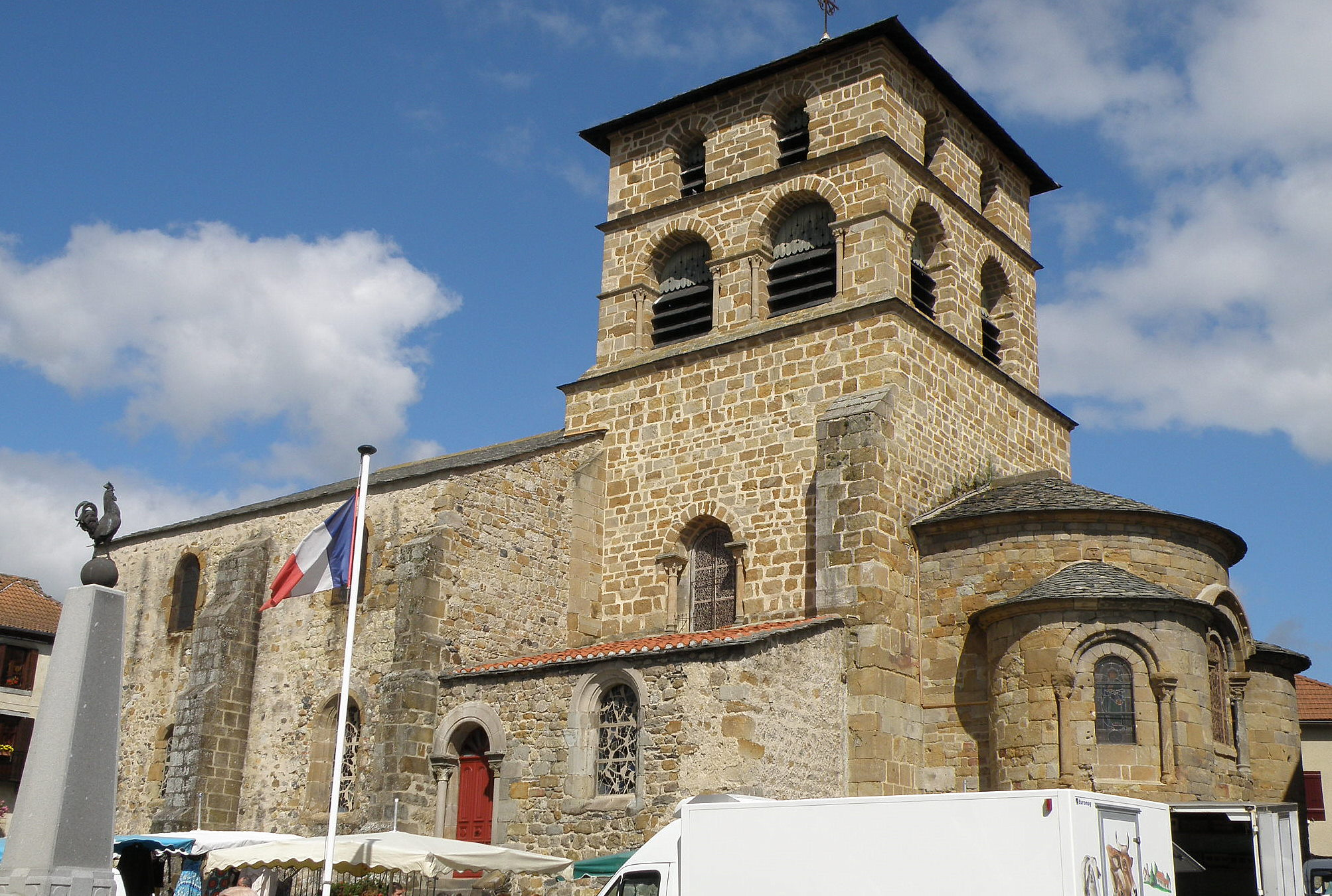
Église Saint-Jean-Baptiste : façade méridionale et abside

#### Église Saint-Jean-Baptiste
Située au centre de Retournac, l'église Saint-Jean-Baptiste de Retournac, date de la fin du XIIe siècle. Elle est classée aux monuments historiques depuis 1907.

#### Château d'Artias
Situé sur un éperon rocheux à 723 mètres d'altitude, perché au-dessus de la Loire, le château fort d’Artias est un des plus anciens du Velay (les premières constructions datent de 986). Les ruines de la chapelle castrale (bâtie au XIIe siècle) sont inscrites au titre des monuments historiques depuis 1949.

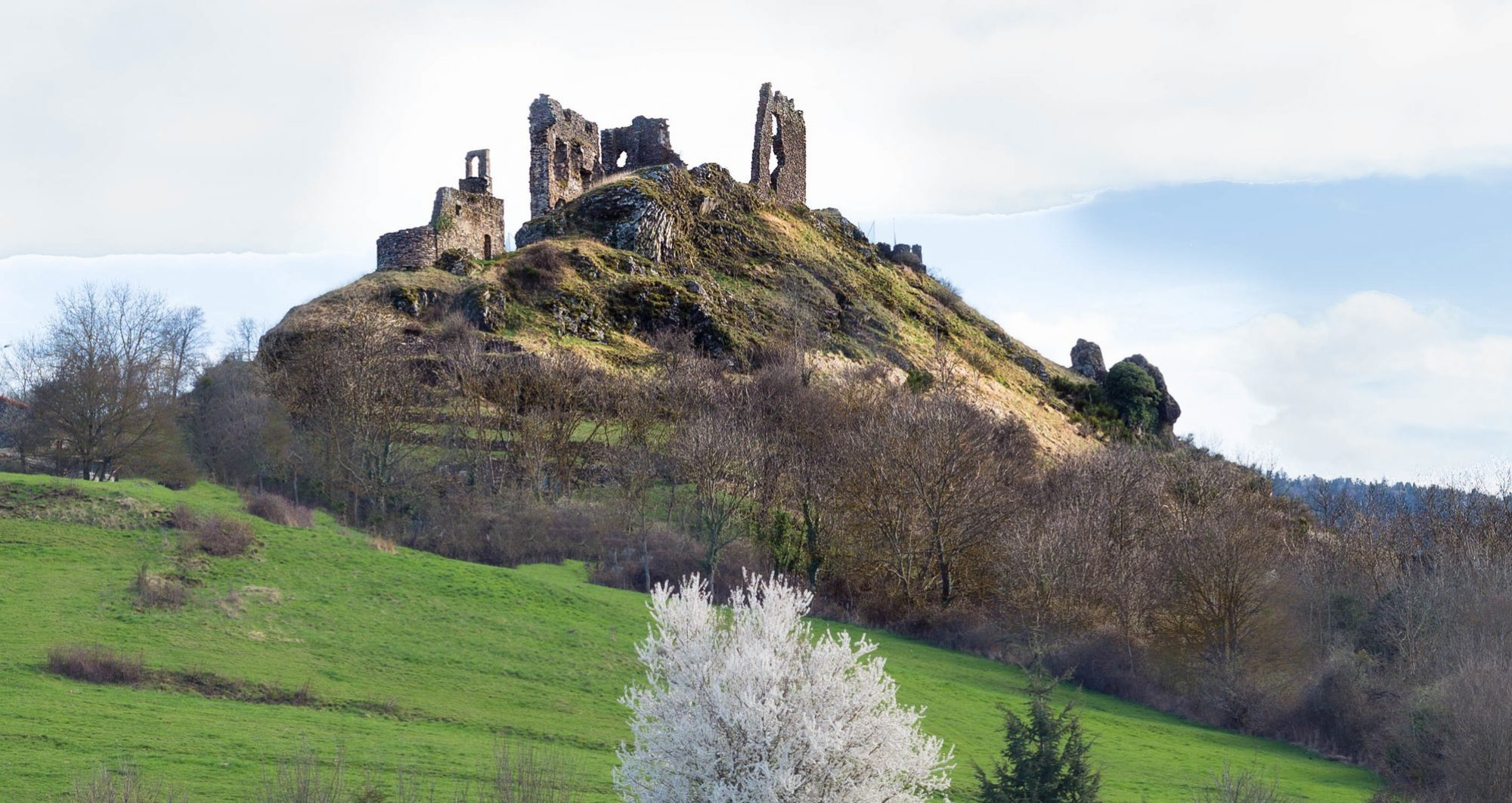
Vue du suc du château d'Artias
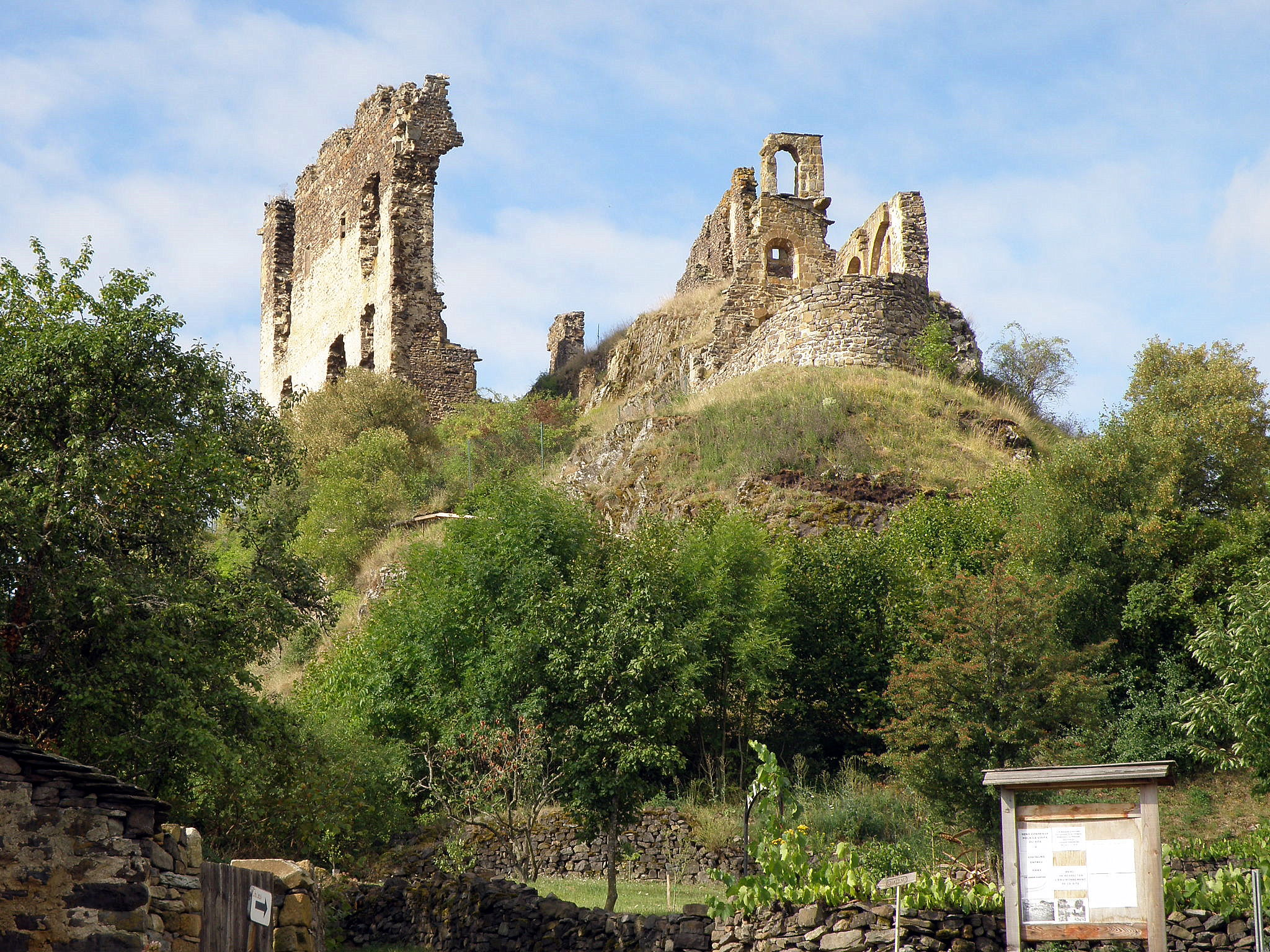
Vestiges du château d'Artias.
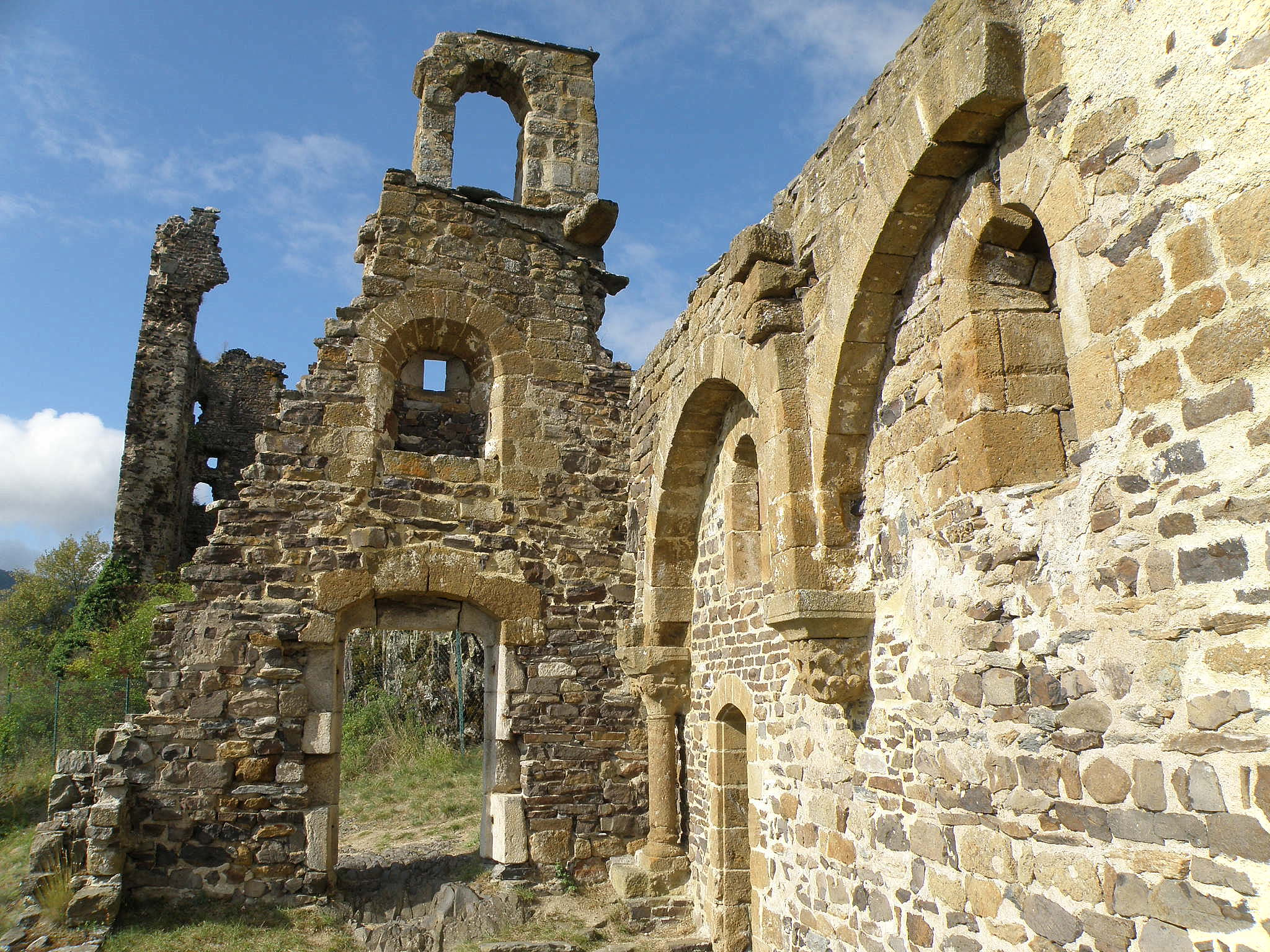
Autre vue de la chapelle du château d'Artias.

#### Maisons fortes
Retournac héberge sur son territoire plusieurs maisons fortes : à la Bourange, à Mercuret, à Chabanolles (dans le sud de la commune), ainsi qu'à Ribes et à Jussac (dans le nord de la commune). Ces maisons fortes, construites aux XIIe et XIIIe siècles, souvent le long de routes principales, près des gués, des moulins et des centres de production artisanale ou encore à la frontière d'une grande seigneurie, étaient, à la différence des châteaux à proprement parler, occupées par les représentants des branches cadettes de grandes familles seigneuriales ou des lignages de rang moins élevé, et bénéficiaient de droits moins étendus.

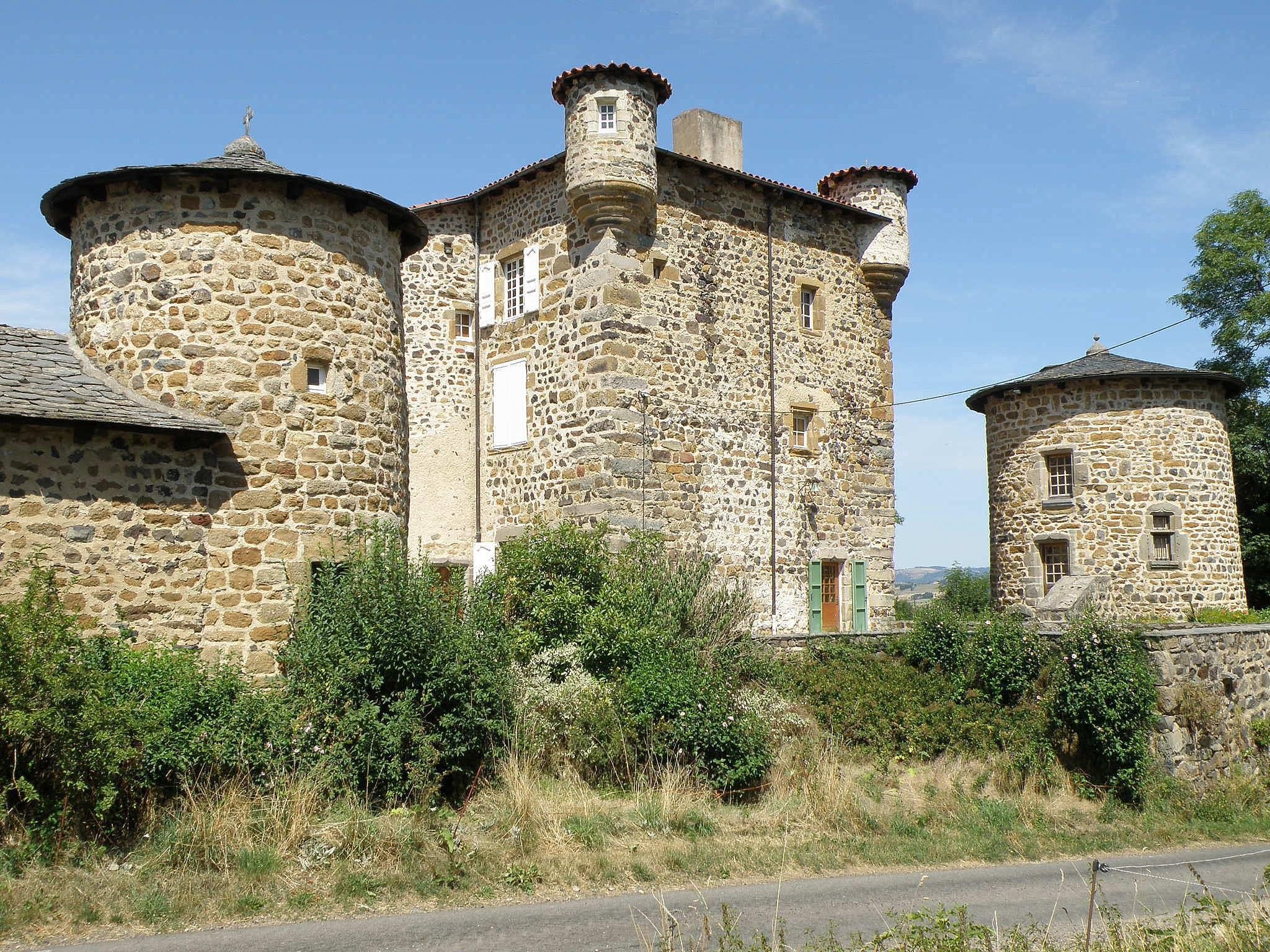
Château de Mercuret.

- le château de Mercuret[71], dont la construction n’est pas précisément datée, est caractéristique de l'architecture rustique de cette région du Velay à la fin du Moyen Âge, quoique le caractère médiéval en ait été altéré par plusieurs remaniements, en particulier au XVIIIe siècle. Le domaine consiste en un enclos formé de différents corps de bâtiments reliés par un mur : la maison forte proprement dite, édifice rectangulaire flanquée de deux tours demi-engagées au centre des façades sud et nord, et dotée aux angles de quatre échauguettes ; une tour ronde s’élevant au nord-est, un peu en dehors du mur d'enceinte ; la chapelle, qui se compose d'une tour ronde, oratoire à l’origine, à laquelle fut ajouté au XVIIe ou XVIIIe siècle un petit bâtiment rectangulaire, correspondant à la nef ; à l'ouest enfin, le corps de bâtiment de la grange. Trois tours furent rasées pendant la Révolution, en 1793. La propriété relevant du château de Mercuret fut dépecée au XIXe siècle, et les bâtiments appartinrent aux hospices de Retournac dans les années 1940. Restauré par des particuliers vers la fin du XXe siècle, la maison forte, ainsi que l'enclos, est propriété privée, et n’est pas visitable. Le corps de logis, les tours, la cour, mais aussi la décoration intérieure (plafonds à la française, cheminées, etc.) sont protégés depuis 1994 au titre des monuments historiques[72].

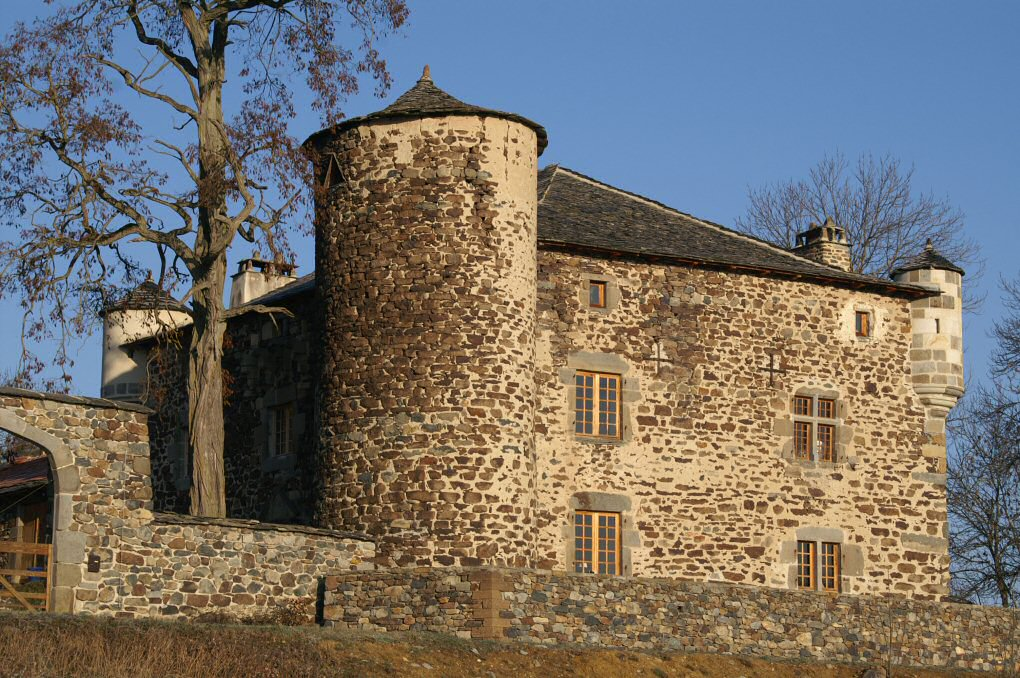
Maison forte de Chabanolles

- le château de Chabanoles, qui fut le siège d'une seigneurie mentionnée pour la première fois en 1190 (villa citée dans le cartulaire de Chamalières), appartint aux seigneurs de Chabanolles de 1309 à 1534, puis aux Terrasse de Chabanolles (le premier connu est notaire royal et lieutenant de Roche-en-Régnier) de 1534 à 1653, puis aux Jourda de Vaux. Il se présente aujourd'hui sous l'aspect d'un corps de bâtiment rectangulaire, datant du XVe siècle, flanqué à son angle sud par une tour ronde et à son angle nord par une tour rectangulaire. Les angles est et ouest étaient pourvues d'échauguettes dont seuls ont été préservés les culs-de-lampe qui les supportaient. Au XVIIe siècle, le corps de logis subit plusieurs remaniements, en particulier la construction d'un portail d’entrée de style classique avec pilastres, linteau sculpté, et fronton triangulaire, et l'aménagement de l’ancienne bretèche défensive en fenêtre de premier étage. Les tours et décorations intérieures (boiseries et décors peints) sont inscrites aux monuments historiques depuis 1986[73]. La demeure, propriété privée, est de nouveau habitée par des descendants de la famille Chabanolles.
- le château de Ribes est situé au nord de la commune, entre la route de Craponne et la forêt de Miaune. La maison-forte, qui remonte peut-être au XIIe siècle, a été fortement remaniée au XVIIe siècle. Elle fut la propriété de la famille Gallet de Viverols de 1783 au début du XXe siècle (lignée de notaires royaux originaire de Saint-Pal-de-Chalencon, établie à Vorey et Retournac au début du XVIIIe siècle). En 1956, elle a été rachetée par le comte belge Baudouin de Grunne. La chapelle du château abrita un culte assuré par des prêtres insermentés sous la Révolution.

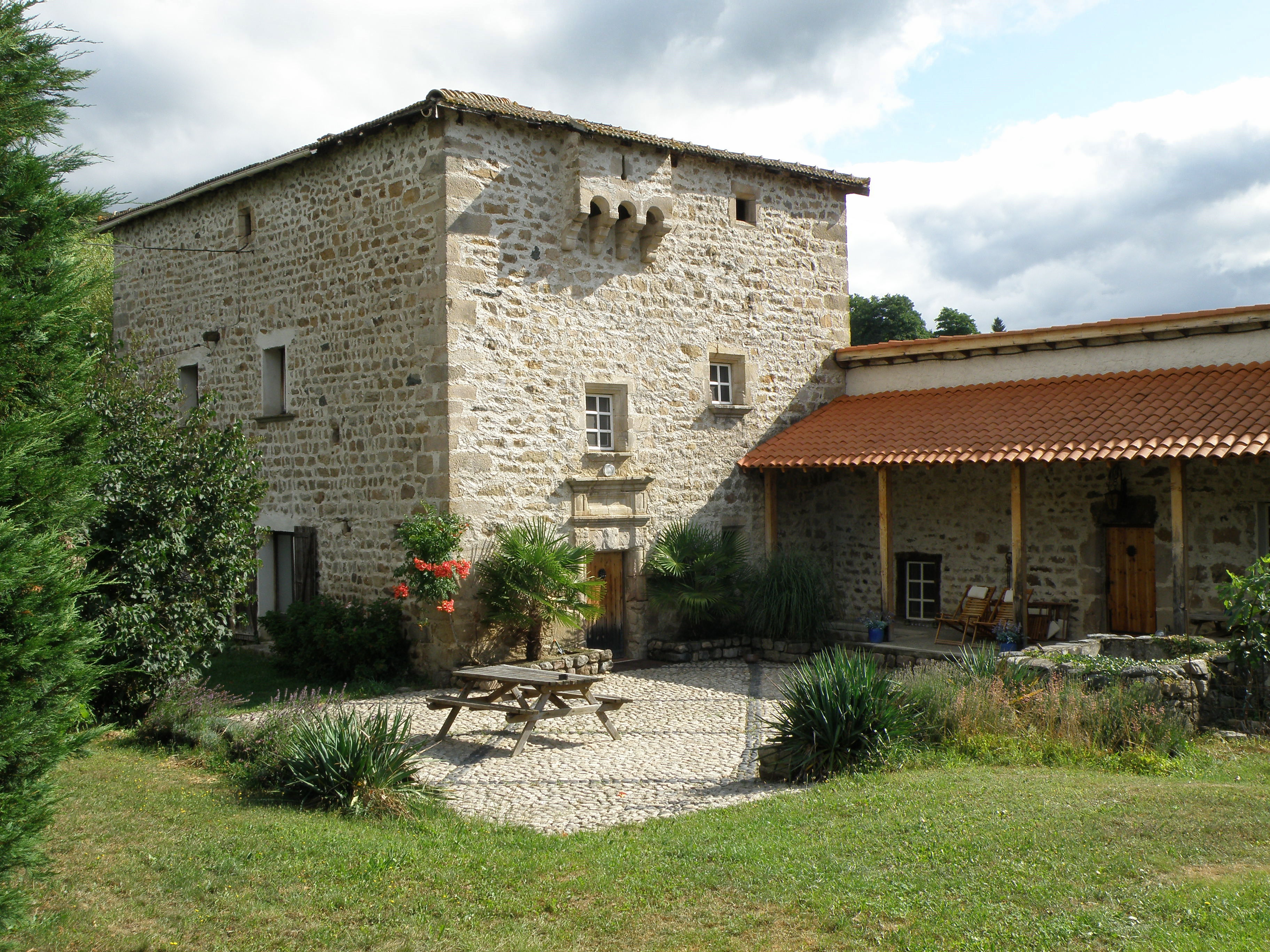
Maison forte de la Bourange.

- la maison forte de la Bourange (appelée aussi maison de guet), située dans le hameau du même nom, dans le nord-est de la commune, remonte au XIIe siècle et se dresse au haut d'un escarpement bordant la Loire. Sa façade méridionale porte une bretèche défensive dotée d'une meurtrière, et présente un portail d'entrée classique avec linteau armorié. Restaurée, elle est habitée par des particuliers.

### Patrimoine culturel

#### Musée des manufactures de dentelles

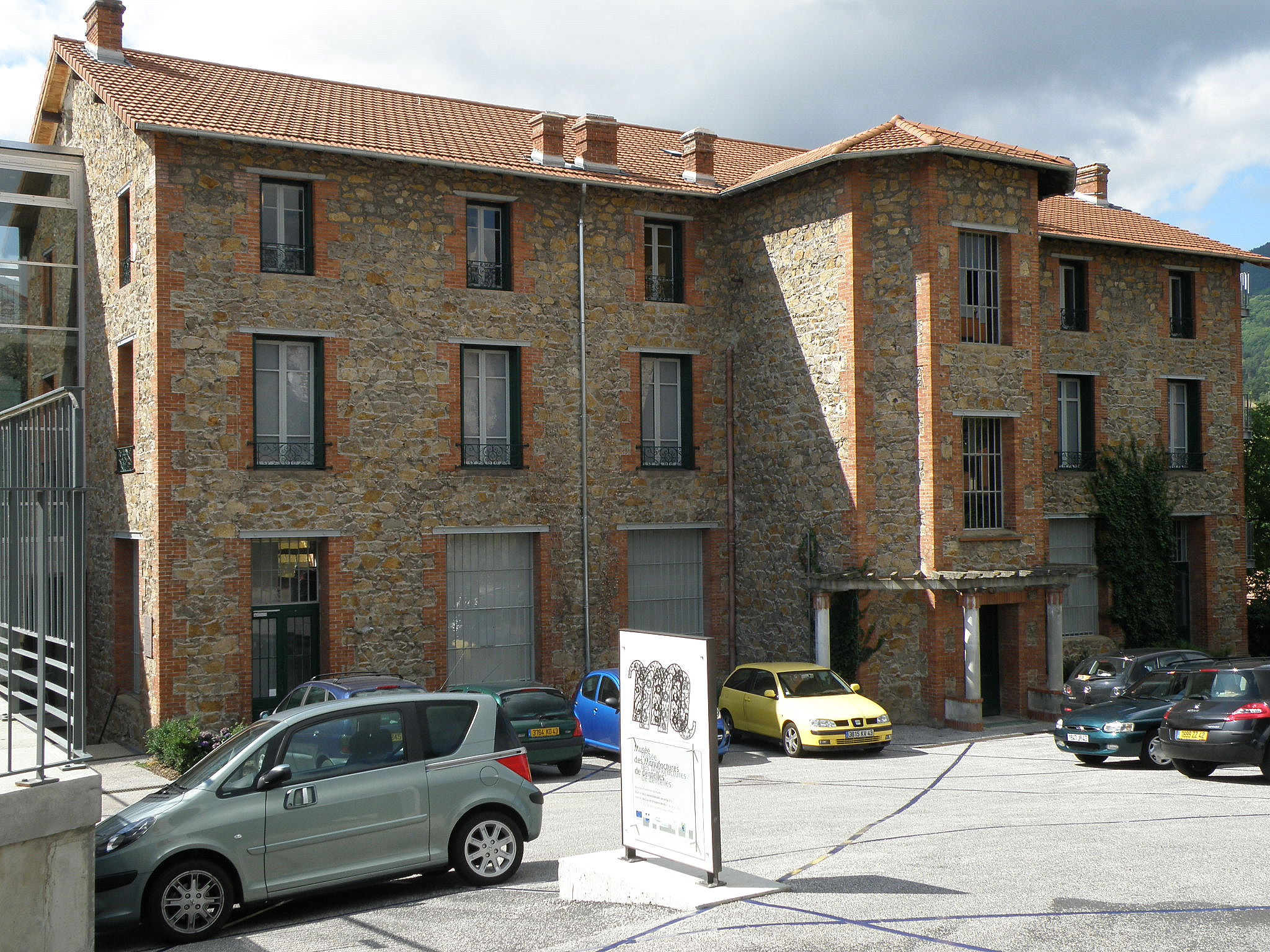
Musée des Manufactures de Dentelles avec la médiathèque sur la gauche.

L’histoire du musée commença en 1994, lorsque la commune de Retournac put acquérir les bâtiments, en même temps que l’intégralité des équipements (plus de 450 000 pièces, dont 100 000 modèles différents), de l’entreprise Auguste Experton et Fils, alors en cessation d’activité. Les collections ainsi acquises furent ensuite enrichies par l’achat de l’entreprise Claire Experton et Cie, manufacture de dentelles fermée en 1997, avec ses plus de 400 000 objets, dont 5 000 dessins dentelliers des années 1880 à 1920, et surtout avec sa collection de métiers de dentelle mécaniques, échantillonnage presque complet des machines utilisées depuis le début du siècle en Haute-Loire. C’est du reste le bâtiment de cette entreprise, lequel date de 1913-1914, qui héberge aujourd’hui les espaces d’exposition du musée, tandis que les édifices de l’entreprise Auguste Experton et Fils servent de lieu de réserve des collections.

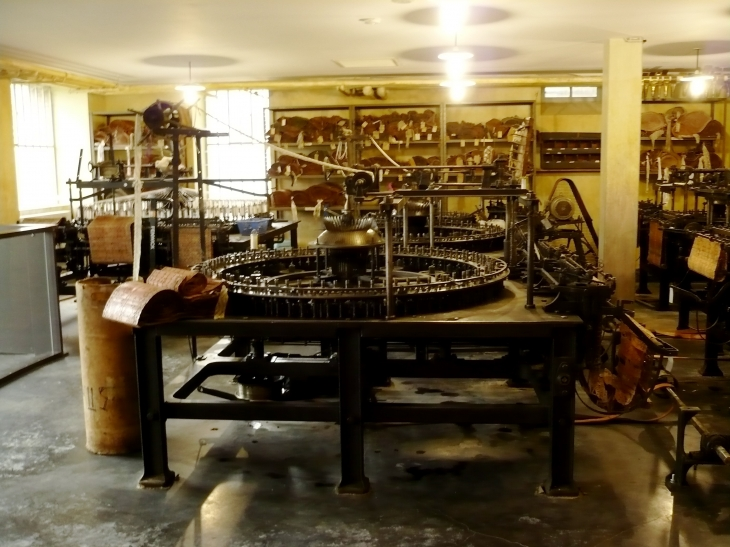
Métier de dentelle mécanique.

Outre la conservation des objets, le musée s’est aussi donné pour tâche de sauvegarder les anciens savoir-faire de la dentelle, menacés de disparition. Le moyen par lequel le musée entend y parvenir est la mise en place d’un atelier intégré de production. Ce concept nouveau, lancé par la Fédération des Écomusées et Musées de Société, comporte la tenue de démonstrations impliquant aussi bien la dentelle aux fuseaux à la main que les métiers à dentelle mécaniques, mais comporte d’autre part également un point de vente, appelé muséoboutique, permettant de commercialiser les objets et produits réalisés dans l’atelier à partir de modèles anciens (des objets sont aussi produits sur commande).
Labellisé musée de France, le musée des manufactures de dentelles est un service municipal de la commune de Retournac qui assure sa gestion financière.

#### Musée de la photographie et du cinéma
Collection dédiée à la photo et au cinéma ouverte au public par André Sabatier, elle regroupe 1 200 appareils photos, dont le plus ancien date de 1895, des caméras, des projecteurs 16 mm avec lanterne au charbon ou au xénon, un cartoscope, des minis appareils photos espions, ou des affiches de cinéma d’époque.

#### Littérature
- Les manuscrits de la poétesse française Clotilde de Surville (1405-1498) auraient séjourné au château de Chabanolles, après que le marquis de Surville les ait confié à Jeanne-Marie Claudine Jourda de Vaux de Chabanolles lorsque celle-ci lui donna asile en son château. Cette dernière les restitua à Madame de Surville en 1802.
- La majorité du roman Dans la tourmente : Récits d'une Grand' Mère, de Ernest Daudet (édition Maison de la Bonne Presse, Paris, 1901, réédition 1928, 288 pages) se déroule à Retournac et dans le Velay. Le roman raconte l’histoire d’une jeune femme pendant la période de la Terreur sous la Révolution. Lucile, l'héroïne, serait probablement la retranscription de Lucie Pagès, dont l'auteur tomba amoureux à Retournac alors qu'il était invité en villégiature par son père, architecte lyonnais venu participer à la construction du pont actuel. À travers les descriptions de l'auteur, on retrouve en partie les paysages et les caractères de Retournac et de sa région[76],[77].
- L'intrigue du roman Le Secret des Borie, de Pierre-Marcel Besson (édition Subervie, Rodez, 1977, 167 pages), se passe à Retournac et ses environs[78].

#### Cinéma
- Retournac est l'un des lieux de l'action du film Gas-oil réalisé en 1955 par Gilles Grangier. Le film réunit Jean Gabin et Jeanne Moreau, laquelle tient le rôle d'Alice, l'institutrice de l'école communale de Retournac. Cependant, bien que le panneau de la commune apparaisse dans le film et que le nom de Retournac soit plusieurs fois cité[79], le film a été principalement tourné en studio et à Montmorency, et la scène de l'école a été tournée à Guerville dans les Yvelines[80]. Retournac n'étant pas cité dans le roman Du raisin dans le gaz-oil de Georges Bayle, il semblerait qu'un membre de l'équipe de tournage ait dû vouloir rendre hommage à la commune.

- Flâneries retournacoises, film documentaire tourné dans Retournac entre 1949 et le début des années 1960 par Sylvain Sabatier, alors gérant du cinéma REX qu'il a créé en 1946 sur la place Boncompain et dont l’activité a perduré jusqu'en 1985. Les bobines d'origine ont été confiées par un de ses fils à l'Association de Protection du Patrimoine de Retournac et numérisées par la cinémathèque de Saint-Étienne, pour être éditées en DVD en 2024.

### Patrimoine naturel

#### ZNIEFF et sites du réseau Natura 2000
Quatre zones naturelles d'intérêt écologique, faunistique et floristique (ZNIEFF) sont situées partiellement sur le territoire de la commune, ainsi qu'un site du réseau Natura 2000 « Gorges de la Loire » qui fait l'objet d'une zone de protection spéciale (ZPS) au titre de la directive oiseaux.

### Personnalités liées à la commune
- Noël Jourda de Vaux (1705-1788) : maréchal de France, fils de Jean-Baptiste Jourda de Vaux, comte de Vaux, baron de Roche-en-Régnier, seigneur d'Artias et de Retournac. Il exprime le souhait dans son testament que son corps repose dans la chapelle de Vaux de l'église Saint-Jean-Baptiste de Retournac, son pays natal qu'il a toujours aimé[83].
- Stephen Pichon (1857-1933) : homme d’État, journaliste, diplomate et ministre des affaires étrangères à plusieurs reprises entre 1906 et 1920, notamment dans les deux gouvernements de Georges Clemenceau. Il fut l'un des artisans du Traité de Versailles en 1919. Sénateur du Jura de 1906 à 1924, sa famille paternelle était originaire de Retournac[84].
- Germaine Joumard (1898-1956), artiste-peintre, est née à Retournac.
- Marion Bartoli (1984) : joueuse de tennis professionnelle ayant remporté le tournoi de Wimbledon en 2013. Elle grandit à Retournac où elle est licenciée de 1991 à 2003[85]

### Héraldique et logotype

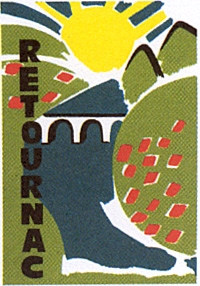
Logo.

| Blason de Retournac | Blason  | D'argent au pont droit alésé d'une arche de gueules posé sur une jumelle alésée d'azur, à la bannière coupée d'argent et de sable la hampe au naturel en bande, et à la crosse contournée d'or en barre, les deux issant du tablier du pont, au comble aussi d'argent chargé de l'inscription RETOURNAC en lettres capitales de sable. |
| Blason de Retournac | Détails | Le statut officiel du blason reste à déterminer. |

## Pour approfondir

#### Histoire
- Augustin Chassaing (publié par), Cartulaire de Chamalières-sur-Loire en Velay, prieuré conventuel dépendant de l'abbaye de Saint-Chaffre, avec introduction et tables par Antoine Jacotin, Texte en latin, introduction en français, Paris, A. Picard, 1895, XIV-204 p. (lire en ligne).
- Jean Pralong (préf. Jean Peyrard), Retournac et sa région (carrefour de civilisation) : 15 000 à 18 000 ans d'histoire, Le Puy, éditions Jeanne d’Arc, 1980, 357 p., 24 cm (présentation en ligne).
- Romain Truchard du Molin, La baronnie de la Roche-en-Régnier, Retournac, Vorey et leurs environs, collection « Monographies des villes et villages de France », Paris, Res Universis, 1993, 216 p.
- Dominique Sallanon, Marthe Alibert, Dentellière et Apponceuse, Collection Regards sur une vie n° 1, Retournac, 1998, 108 p.
- Roger Briand, La Haute-Loire insolite : Histoires vraies, méconnues ou oubliées, éditions De Borée, 2016, 336 pages.

#### Architecture et patrimoine
- André Patin, Le château de Mercuret (Revue d'études locales), Le Puy-en-Velay, Archives départementales, coll. « Cahiers de la Haute-Loire », 1997, 462 p. (lire en ligne), p. 75.
- Pierre Crépon, Histoire de l'église de Sarlanges à Retournac, Clermont-Ferrand, 2006, 31 p.
- Jean Chevalier, Ponts de Haute-Loire, collection « Patrimoine de Haute-Loire » dirigée par Régis Thomas, Vol. 3, édition Phil’Print et Conseil Général de la Haute-Loire, 2004.
- Régis Thomas, Martin de Framond, Bernard Galland, Églises de Haute-Loire, collection « Patrimoine de Haute-Loire » dirigée par Régis Thomas, Vol. 4, édition Phil’Print et Département de la Haute-Loire, 2015.

#### Ouvrages associatifs
- A la découverte de Retournac, collectif des Amis d’Artias, sous la direction de Michel Forestier, 2e édition Perrier, 1998, 27 pages.
- Retournac, collection mémoire en images, Association de Protection du Patrimoine de Retournac, éditions Alan Sutton, 2006, 128 pages.

#### Documents audiovisuels
- Sylvain Sabatier, Flâneries retournacoises, film documentaire tourné dans Retournac de 1949 à début 1960, édité en DVD par l'Association de Protection du Patrimoine de Retournac avec le soutien de la cinémathèque de Saint-Étienne, 2024.